# الطواف النسائي للاتحاد الدولي لكرة المضرب – 2016 (أكتوبر–ديسمبر)
الطواف النسائي للاتحاد الدولي لكرة المضرب هي نسخة عام 2017 من الجولة الثانية في لعبة كرة المضرب للمحترفات. تنظمها الاتحاد الدولي لكرة المضرب وهي درجة أقل من جولة رابطة محترفات التنس. يتضمن الطواف العالمي لكرة المضرب النسائية برعاية الاتحاد الدولي لكرة المضرب بطولات بجوائز مالية تتراوح من $15،000 إلى $100،000.

## المواسم
| مواسم الطواف العالمي لكرة المضرب النسائية برعاية الاتحاد الدولي لكرة المضرب | مواسم الطواف العالمي لكرة المضرب النسائية برعاية الاتحاد الدولي لكرة المضرب | مواسم الطواف العالمي لكرة المضرب النسائية برعاية الاتحاد الدولي لكرة المضرب | مواسم الطواف العالمي لكرة المضرب النسائية برعاية الاتحاد الدولي لكرة المضرب | مواسم الطواف العالمي لكرة المضرب النسائية برعاية الاتحاد الدولي لكرة المضرب | مواسم الطواف العالمي لكرة المضرب النسائية برعاية الاتحاد الدولي لكرة المضرب | مواسم الطواف العالمي لكرة المضرب النسائية برعاية الاتحاد الدولي لكرة المضرب | مواسم الطواف العالمي لكرة المضرب النسائية برعاية الاتحاد الدولي لكرة المضرب | مواسم الطواف العالمي لكرة المضرب النسائية برعاية الاتحاد الدولي لكرة المضرب | مواسم الطواف العالمي لكرة المضرب النسائية برعاية الاتحاد الدولي لكرة المضرب |
| تسعينيات القرن العشرين                                                      | تسعينيات القرن العشرين                                                      | تسعينيات القرن العشرين                                                      | تسعينيات القرن العشرين                                                      | تسعينيات القرن العشرين                                                      | تسعينيات القرن العشرين                                                      | تسعينيات القرن العشرين                                                      | تسعينيات القرن العشرين                                                      | تسعينيات القرن العشرين                                                      | تسعينيات القرن العشرين                                                      |
| --------------------------------------------------------------------------- | --------------------------------------------------------------------------- | --------------------------------------------------------------------------- | --------------------------------------------------------------------------- | --------------------------------------------------------------------------- | --------------------------------------------------------------------------- | --------------------------------------------------------------------------- | --------------------------------------------------------------------------- | --------------------------------------------------------------------------- | --------------------------------------------------------------------------- |
| 1994                                                                        | 1995                                                                        | 1995                                                                        | 1996                                                                        | 1997                                                                        | 1998                                                                        | 1999                                                                        |                                                                             |                                                                             |                                                                             |
| العقد الأول من القرن 21                                                     |                                                                             |                                                                             |                                                                             |                                                                             |                                                                             |                                                                             |                                                                             |                                                                             |                                                                             |
| 2000                                                                        | 2001                                                                        | 2002                                                                        | 2003                                                                        | 2004                                                                        | 2005                                                                        | 2006                                                                        | 2007                                                                        | 2008 الربع الأول · الربع الثاني · الربع الثالث                              | 2009                                                                        |
| العقد الثاني من القرن 21                                                    |                                                                             |                                                                             |                                                                             |                                                                             |                                                                             |                                                                             |                                                                             |                                                                             |                                                                             |
| 2010 الربع الأول · الربع الثاني · الربع الثالث · الربع الرابع               | 2011 الربع الأول · الربع الثاني · الربع الثالث · الربع الرابع               | 2012 الربع الأول · الربع الثاني · الربع الثالث · الربع الرابع               | 2013 الربع الأول · الربع الثاني · الربع الثالث · الربع الرابع               | 2014 الربع الأول · الربع الثاني · الربع الثالث · الربع الرابع               | 2015 الربع الأول · الربع الثاني · الربع الثالث · الربع الرابع               | 2016 الربع الأول · الربع الثاني · الربع الثالث · الربع الرابع               | 2017 الربع الأول · الربع الثاني · الربع الثالث · الربع الرابع               | 2018 الربع الأول · الربع الثاني · الربع الثالث · الربع الرابع               | 2019 الربع الأول · الربع الثاني · الربع الثالث · الربع الرابع               |
| العقد الثالث من القرن 21                                                    |                                                                             |                                                                             |                                                                             |                                                                             |                                                                             |                                                                             |                                                                             |                                                                             |                                                                             |
| 2020 الربع الأول · الربع الثاني · الربع الثالث · الربع الرابع               | 2021 الربع الأول · الربع الثاني · الربع الثالث · الربع الرابع               | 2022 الربع الأول · الربع الثاني · الربع الثالث · الربع الرابع               | 2023 الربع الأول · الربع الثاني · الربع الثالث · الربع الرابع               | 2024 الربع الأول · الربع الثاني · الربع الثالث · الربع الرابع               | 2025 الربع الأول · الربع الثاني · الربع الثالث · الربع الرابع               |                                                                             |                                                                             |                                                                             |                                                                             |

## المفتاح
| الفئات      | القيمة المالية |
| بطولات W100 | $100,000       |
| بطولات W80  | $80,000        |
| بطولات W60  | $60,000        |
| بطولات W25  | $25,000        |
| بطولات W15  | $15,000        |

## الأشهر

### أكتوبر
| الأسبوع   | البطولة                                                                                            | الفائزات                                                    | الوصيفات                                         | المتأهلات لنصف النهائي                           | المتأهلات لربع النهائي                                                    |
| --------- | -------------------------------------------------------------------------------------------------- | ----------------------------------------------------------- | ------------------------------------------------ | ------------------------------------------------ | ------------------------------------------------------------------------- |
| 3 أكتوبر  | توومبا، أستراليا ملعب صلب $25،000 Singles and Doubles draws                                        | دلما جالفي 6–2، 6–4                                         | كاتي دان                                         | جوليا غلوشكو آسيا محمد                           | أرينا روديونوفا فيكتوريا كوزموفا ميو كاتو جنيفر إيلي                      |
| 3 أكتوبر  | توومبا، أستراليا ملعب صلب $25،000 Singles and Doubles draws                                        | دلما جالفي فيكتوريا كوزموفا 6–4، 7–6(7–4)                   | غابرييلا سي تيريزا ميهاليكوفا                    | جوليا غلوشكو آسيا محمد                           | أرينا روديونوفا فيكتوريا كوزموفا ميو كاتو جنيفر إيلي                      |
| 3 أكتوبر  | بولا، إيطاليا ملعب ترابي $25،000 Singles and Doubles draws                                         | مارتينا تريفيسان 6–3، 6–4                                   | بياتريس حداد مايا                                | أماندا كاريراس إليني بيويكنز                     | جاسمين باوليني تمارا زيدانسيك نيكوليتا داسكالو دانييلا سيغيل              |
| 3 أكتوبر  | بولا، إيطاليا ملعب ترابي $25،000 Singles and Doubles draws                                         | جيل تيخمان تمارا زيدانسيك 6–2، 6–4                          | كلوديا جيوفين كاميلا روساتيللو                   | أماندا كاريراس إليني بيويكنز                     | جاسمين باوليني تمارا زيدانسيك نيكوليتا داسكالو دانييلا سيغيل              |
| 3 أكتوبر  | ردينغ، الولايات المتحدة ملعب صلب $25،000 Singles and Doubles draws                                 | فرانسواز أبندا 3–6، 6–4، 6–4                                | ساتشيا فيكري                                     | كاتي بولتر برناردا بيرا                          | دانيال كولينز سيسيل كاراتانتشيفا لورا شايدر جوليا البابا                  |
| 3 أكتوبر  | ردينغ، الولايات المتحدة ملعب صلب $25،000 Singles and Doubles draws                                 | إيما بورجيك بوكو سابرينا سانتاماريا 6–3، 7–6(7–4)           | جوليا البابا برناردا بيرا                        | كاتي بولتر برناردا بيرا                          | دانيال كولينز سيسيل كاراتانتشيفا لورا شايدر جوليا البابا                  |
| 3 أكتوبر  | سوزوبول، بلغاريا ملعب صلب $10،000 Singles and Doubles draws                                        | اوانا جافريلا 3–6، 4–6                                      | أندريا روشا                                      | يوانا مينكا بيتيا أرشينكوفا                      | إيلاي يوروك لويزا ماري هوبر مايكيلا بويف ديسبينا باباميتشايل              |
| 3 أكتوبر  | سوزوبول، بلغاريا ملعب صلب $10،000 Singles and Doubles draws                                        | اوانا جافريلا أندريا روشا 4–6، 3–6                          | كاترينا كرامبيروفا أنجلينا زورافليفا             | يوانا مينكا بيتيا أرشينكوفا                      | إيلاي يوروك لويزا ماري هوبر مايكيلا بويف ديسبينا باباميتشايل              |
| 3 أكتوبر  | بول، كرواتيا ملعب ترابي 10000 دولار Singles and Doubles draws                                      | جابريلا بانتوشكوفا 0–6، 3–6                                 | نينا بوتوتشنيك                                   | سارا كاكارفيك تينا لوكاس                         | أندجا كارانوشيتش ماريانا درازيك لينكا جريكوفا إيفا بريموراك               |
| 3 أكتوبر  | بول، كرواتيا ملعب ترابي 10000 دولار Singles and Doubles draws                                      | تينا لوكاس إيفا بريموراك 3–6، 4–6                           | نينا بوتوتشنيك ريبيكا ستولمار                    | سارا كاكارفيك تينا لوكاس                         | أندجا كارانوشيتش ماريانا درازيك لينكا جريكوفا إيفا بريموراك               |
| 3 أكتوبر  | شرم الشيخ، مصر ملعب صلب 10000 دولار Singles and Doubles draws                                      | ديا هردجلاش 6–1، 7–6(7–5)                                   | آنا مورجينا                                      | ألونا فومينا جيني كلافي                          | جاكلين كاباج أواد إيليني كوردوليمي علا أبو ذكري جاكلين كريستيان           |
| 3 أكتوبر  | شرم الشيخ، مصر ملعب صلب 10000 دولار Singles and Doubles draws                                      | جاكلين كاباج أواد جاكلين كريستيان 6–3، 7–5                  | ألونا فومينا آنا مورجينا                         | ألونا فومينا جيني كلافي                          | جاكلين كاباج أواد إيليني كوردوليمي علا أبو ذكري جاكلين كريستيان           |
| 3 أكتوبر  | تاركان، إندونيسيا ملعب صلب (داخلي) $10،000 قرعة الفردي والزوجي                                     | كايتلين كريستيان 5–7، 6–3، 6–2                              | هاروكا كاجي                                      | بياتريس جوموليا كانيكا فايديا                    | وانغ داني جيسي رومبيس مينغ ران يوكينا سايغو                               |
| 3 أكتوبر  | تاركان، إندونيسيا ملعب صلب (داخلي) $10،000 قرعة الفردي والزوجي                                     | بياتريس جوموليا جيسي رومبيس 6–3، 6–1                        | كانيكا فايديا وانغ داني                          | بياتريس جوموليا كانيكا فايديا                    | وانغ داني جيسي رومبيس مينغ ران يوكينا سايغو                               |
| 3 أكتوبر  | رامات هاشارون، إسرائيل ملعب صلب $10،000 قرعة الفردي والزوجي                                        | مارتا بايجينا 6–1، 6–4                                      | فلادا إكشيباروفا                                 | ميليس سيزر نويا أوهانا                           | لينا غلشكو لورا ديغمان ألكسندرا بيسكون أوفري لانكري                       |
| 3 أكتوبر  | رامات هاشارون، إسرائيل ملعب صلب $10،000 قرعة الفردي والزوجي                                        | شيلي كروليتسكي مايا طهان 6–4، 4–6، [10–8]                   | ليني مالماكفيست أنستاسيا شليبتسوفا               | ميليس سيزر نويا أوهانا                           | لينا غلشكو لورا ديغمان ألكسندرا بيسكون أوفري لانكري                       |
| 3 أكتوبر  | شيمكنت، كازاخستان ملعب ترابي $10،000 مباريات الفردي والزوجي                                        | كاميلا كيريمبايفا 6–0، 6–4                                  | غوزال أيني تيدينوفا                              | كاترينا سليوسار داريا لوديكوفا                   | أرين فولتس ألكساندرا غرينشيتشينا كسينيا بالكينا أولوكان يانا سيزيكوفا     |
| 3 أكتوبر  | شيمكنت، كازاخستان ملعب ترابي $10،000 مباريات الفردي والزوجي                                        | كاميلا كيريمبايفا يانا سيزيكوفا 6–2، 6–3                    | آنا بريبيلوفا جولييت ستيور                       | كاترينا سليوسار داريا لوديكوفا                   | أرين فولتس ألكساندرا غرينشيتشينا كسينيا بالكينا أولوكان يانا سيزيكوفا     |
| 3 أكتوبر  | مدينة مكسيكو، المكسيك ملعب صلب $10،000 مباريات الفردي والزوجي                                      | إمينا بيكتاس 6–3، 6–1                                       | فيكتوريا رودريغيز                                | ساباستياني ليون مارسيلا زكرياس                   | ماريا بولينا بيريز نعومي توتك أندريا رينيه فياريال ستيفاني نيمتسوفا       |
| 3 أكتوبر  | مدينة مكسيكو، المكسيك ملعب صلب $10،000 مباريات الفردي والزوجي                                      | إمينا بيكتاس جيسيكا واكنيك 6–3، 6–4                         | أليكسيا كوتينو كاستيلو فيكتوريا رودريغيز         | ساباستياني ليون مارسيلا زكرياس                   | ماريا بولينا بيريز نعومي توتك أندريا رينيه فياريال ستيفاني نيمتسوفا       |
| 3 أكتوبر  | كيشيناو، مولدوفا ملعب ترابي $10،000 Singles and Doubles draws                                      | إيلونا جيورجيانا غيورواي 6–3، 6–0                           | أدريانا سوسنوفشي                                 | ألكسندرا بيربر تمارا تشروفيتش                    | يوليا ستارودوبتسيفا هيلين بلسكينا فيرونيكا كابشاي إستيل كاسينو            |
| 3 أكتوبر  | كيشيناو، مولدوفا ملعب ترابي $10،000 Singles and Doubles draws                                      | فيرونيكا كابشاي أنجلينا شاخرايشوك 6–3، 3–6، [10–4]          | إستيل كاسينو كيرا شروف                           | ألكسندرا بيربر تمارا تشروفيتش                    | يوليا ستارودوبتسيفا هيلين بلسكينا فيرونيكا كابشاي إستيل كاسينو            |
| 3 أكتوبر  | بورتو، البرتغال ملعب ترابي $10،000 Singles and Doubles draws                                       | نينا ستادلر 2–6، 6–2، 6–3                                   | إينيس مورتا                                      | دانا كريمر دايانا نغريانو                        | سينا هاس كريستينا بوكشا ماريا مارتينيز مارتينيز أليسيا هيريرو لينيانا     |
| 3 أكتوبر  | بورتو، البرتغال ملعب ترابي $10،000 Singles and Doubles draws                                       | هيش شو يينغ هيش سو وي 6–3، 6–4                              | فرانسيسكا خورخي ريتا فيلاسا                      | دانا كريمر دايانا نغريانو                        | سينا هاس كريستينا بوكشا ماريا مارتينيز مارتينيز أليسيا هيريرو لينيانا     |
| 3 أكتوبر  | تلدة، إسبانيا ملعب ترابي $10،000 Singles and Doubles draws                                         | جوليا جاتو مونتيكوني 2–6، 6–1، 6–3                          | ليوني كونغ                                       | جاد سوفراين كاترين تشانتراين                     | لارا ميشيل فيفيان وولف مارتينا كابورو توبوردا مارتا بيريز مور             |
| 3 أكتوبر  | تلدة، إسبانيا ملعب ترابي $10،000 Singles and Doubles draws                                         | لوسيا دي لا بوئيرتا أوريبي غيو مار مارستاني 7–5، 6–4        | ليوني كونغ فيفيان وولف                           | جاد سوفراين كاترين تشانتراين                     | لارا ميشيل فيفيان وولف مارتينا كابورو توبوردا مارتا بيريز مور             |
| 3 أكتوبر  | هوا هين، تايلاند ملعب صلب $10،000 Singles and Doubles draws                                        | قوه هانيو 6–3، 6–3                                          | كارمان ثاندي                                     | كامونووان بوايام كانغ جياكي                      | بلوبورنغ بليبيوتش آكي ياماسوتو لي ييشوان تشو آي-شوان                      |
| 3 أكتوبر  | هوا هين، تايلاند ملعب صلب $10،000 Singles and Doubles draws                                        | تشو آي-شوان تشانغ يوكون 2–6، 6–3، [10–7]                    | كامونووان بوايام لي بي-تشي                       | كامونووان بوايام كانغ جياكي                      | بلوبورنغ بليبيوتش آكي ياماسوتو لي ييشوان تشو آي-شوان                      |
| 3 أكتوبر  | الحمامات، تونس ملعب ترابي $10،000 Singles and Doubles draws                                        | كاثارينا هوغباسكي 6–4، 6–2                                  | باربارا كوتيليسوفا                               | غييرمينا نايا بيا كونينغ                         | كارولينا ألفيس ميراندا راميريز كلارا بوريل فرانشيسكا سيلا                 |
| 3 أكتوبر  | الحمامات، تونس ملعب ترابي $10،000 Singles and Doubles draws                                        | أليس باكي بيا كونينغ 6–4، 6–1                               | فرناندا بريتو نويليا زيبالوس                     | غييرمينا نايا بيا كونينغ                         | كارولينا ألفيس ميراندا راميريز كلارا بوريل فرانشيسكا سيلا                 |
| 3 أكتوبر  | جزيرة هيلتون هيد، الولايات المتحدة ملعب ترابي $10،000 Singles and Doubles draws                    | لم تكتمل منافسات الفردي والزوجي بسبب إعصار ماثيو            | لم تكتمل منافسات الفردي والزوجي بسبب إعصار ماثيو | لم تكتمل منافسات الفردي والزوجي بسبب إعصار ماثيو | لم تكتمل منافسات الفردي والزوجي بسبب إعصار ماثيو                          |
| 10 أكتوبر | كيرنز (ولاية كوينزلاند)، أستراليا ملعب صلب $25،000 Singles and Doubles draws                       | أوليفيا روجوفسكا 6–1، 7–5                                   | فيكتوريا كوزموفا                                 | ميو كاتو أبيغيل تيري-أبيسا                       | آسيا محمد ساندرا زانيوسكا ماديسون إنغليس ليزيت كابريرا                    |
| 10 أكتوبر | كيرنز (ولاية كوينزلاند)، أستراليا ملعب صلب $25،000 Singles and Doubles draws                       | أليسون باي ليزيت كابريرا 7–5، 5–7، [12–10]                  | كاتارزينا كاوا ساندرا زانيوسكا                   | ميو كاتو أبيغيل تيري-أبيسا                       | آسيا محمد ساندرا زانيوسكا ماديسون إنغليس ليزيت كابريرا                    |
| 10 أكتوبر | إكيردرفيل-هينيفيل، فرنسا ملعب صلب (indoor) $25،000 Singles and Doubles draws                       | أرانتشا روس 6–2، 6–1                                        | مارينا زانيفسكا                                  | إيفانا جوروفيتش أماندين هيس                      | أن صوفي ميستاتش ليسلي كيرخوف أولغا فريدمن كويرين ليموين                   |
| 10 أكتوبر | إكيردرفيل-هينيفيل، فرنسا ملعب صلب (indoor) $25،000 Singles and Doubles draws                       | كورنيليا ليستر بولينا مونوفا 7–5، 4–6، [10–6]               | أماندين هيس أن صوفي ميستاتش                      | إيفانا جوروفيتش أماندين هيس                      | أن صوفي ميستاتش ليسلي كيرخوف أولغا فريدمن كويرين ليموين                   |
| 10 أكتوبر | بولا، إيطاليا ملعب ترابي $25،000 Singles and Doubles draws                                         | تيريزا مردجا 6–3، 6–4                                       | سيندي برغر                                       | أناستاسيا كوماردينا إيرينا ماريا بارا            | باربورا كرجتشيكوفا تمارا زيدانسيك لينا غورشيسكا دانييلا سيغيل             |
| 10 أكتوبر | بولا، إيطاليا ملعب ترابي $25،000 Singles and Doubles draws                                         | كاميلا روساتييلو كاثينكا فون ديكمان 6–1، 3–6، [10–6]        | كريستيانا فيراندو فيفيان يوهاتسوفا               | أناستاسيا كوماردينا إيرينا ماريا بارا            | باربورا كرجتشيكوفا تمارا زيدانسيك لينا غورشيسكا دانييلا سيغيل             |
| 10 أكتوبر | ماكينوهارا (شيزوكا)، اليابان سجادة $25،000 Singles and Doubles draws                               | كسينيا ليكينا 6–3، 6–3                                      | ريكو ساواياناغي                                  | هارونا أراكاوا موموكو كوبوري                     | شو تشينغ ون أيانو شيميزو جونري ناميجاتا تشيهيرو موراماتسو                 |
| 10 أكتوبر | ماكينوهارا (شيزوكا)، اليابان سجادة $25،000 Singles and Doubles draws                               | كسينيا ليكينا ريكو ساواياناغي 6–4، 6–1                      | ريكا فوجيوارا إريكا سما                          | هارونا أراكاوا موموكو كوبوري                     | شو تشينغ ون أيانو شيميزو جونري ناميجاتا تشيهيرو موراماتسو                 |
| 10 أكتوبر | لاغوس، نيجيريا ملعب صلب $25،000 Singles and Doubles draws                                          | تادجا ماجريتش 3–6، 6–1، 6–1                                 | كوني بيرين                                       | جوليا تيرزيسكا دنيز خزانيك                       | فالنتيني جراماتيكوبولو هارموني تان دراجينيا فوكوفيتش فاطمة النبهاني       |
| 10 أكتوبر | لاغوس، نيجيريا ملعب صلب $25،000 Singles and Doubles draws                                          | شيين إيفويك روزالي فان دير هوك 6–3، 7–5                     | فالنتيني جراماتيكوبولو بارتانا ثومبار            | جوليا تيرزيسكا دنيز خزانيك                       | فالنتيني جراماتيكوبولو هارموني تان دراجينيا فوكوفيتش فاطمة النبهاني       |
| 10 أكتوبر | بول، كرواتيا ملعب ترابي $10،000 Singles and Doubles draws                                          | كاجا جوفان 6–3، 6–1                                         | تينا لوكاس                                       | جابرييلا بانتوشكوفا آنا بوندار                   | إيفا بريموراتش ليا بوشكوفيتش كريستينا إيني ماجالي كيمبين                  |
| 10 أكتوبر | بول، كرواتيا ملعب ترابي $10،000 Singles and Doubles draws                                          | ماريانا درازيتش ريبيكا ستولمار 7–6(7–5)، 7–6(7–5)           | ليا بوشكوفيتش ماليني هيلجو                       | جابرييلا بانتوشكوفا آنا بوندار                   | إيفا بريموراتش ليا بوشكوفيتش كريستينا إيني ماجالي كيمبين                  |
| 10 أكتوبر | شرم الشيخ، مصر ملعب صلب $10،000 Singles and Doubles draws                                          | سارة-ريبيكا سيكوليتش 3–6، 6–4، 6–3                          | ساندرا سمير                                      | ألونا فومينا باربارا بونيتش                      | أناتاسيا بريبلوفا جاكلين كريستيان مارتا كوستيوك مريم بولكفادزه            |
| 10 أكتوبر | شرم الشيخ، مصر ملعب صلب $10،000 Singles and Doubles draws                                          | مريم بولكفادزه ألونا فومينا 6–2، 6–3                        | غوادالوبي بيريز روجاس جيل تيخمان                 | ألونا فومينا باربارا بونيتش                      | أناتاسيا بريبلوفا جاكلين كريستيان مارتا كوستيوك مريم بولكفادزه            |
| 10 أكتوبر | جاكرتا، إندونيسيا ملعب صلب $10،000 Singles and Doubles draws                                       | ستيفاني تان 6–4، 6–4                                        | جيسي رومبيس                                      | لافينيا تانانتا بياتريس جوموليا                  | ريفانتي كاهفياني ديريا نور حليزا يوكينا سايغو هاروكا كاجي                 |
| 10 أكتوبر | جاكرتا، إندونيسيا ملعب صلب $10،000 Singles and Doubles draws                                       | بياتريس جوموليا جيسي رومبيس 6–0، 6–2                        | تشين بي-جو توموكو دوكي                           | لافينيا تانانتا بياتريس جوموليا                  | ريفانتي كاهفياني ديريا نور حليزا يوكينا سايغو هاروكا كاجي                 |
| 10 أكتوبر | هوا هين، تايلاند ملعب صلب $10،000 Singles and Doubles draws                                        | لي ييشوان 6–2، 4–6، 3–6                                     | كاثارينا لينرت                                   | نودنيدا لوانجنام قوه هانيو                       | فيكتوريا مورفايوفا بونياوي ثامتشايوات أكي ياماسوتو ناتاليا كوستيتش        |
| 10 أكتوبر | هوا هين، تايلاند ملعب صلب $10،000 Singles and Doubles draws                                        | نودنيدا لوانجنام تشانغ يوكين 6–2، 3–6                       | قوه هانيو لو جياشي                               | نودنيدا لوانجنام قوه هانيو                       | فيكتوريا مورفايوفا بونياوي ثامتشايوات أكي ياماسوتو ناتاليا كوستيتش        |
| 10 أكتوبر | الحمامات، تونس ملعب ترابي $10،000 Singles and Doubles draws                                        | فرناندا بريتو 3–6، 5–7                                      | ماري تيمين                                       | باربارا كوتيليسوڤا ميرانا تونا                   | آنا بوراكشي أليس باكي فيرينا هوفر يوليا كوليكوفا                          |
| 10 أكتوبر | الحمامات، تونس ملعب ترابي $10،000 Singles and Doubles draws                                        | جوزفين بواليم ماري تيمين 2–6، 4–6                           | إينيس مورتا فيديريكا براتي                       | باربارا كوتيليسوڤا ميرانا تونا                   | آنا بوراكشي أليس باكي فيرينا هوفر يوليا كوليكوفا                          |
| 10 أكتوبر | أنطاليا، تركيا ملعب ترابي $10،000 Singles and Doubles draws                                        | أيلا أكسو 4–6، 6–2، 5–7                                     | أنييس بوكتي                                      | ليزا-ماري ماتشيكي كريستينا أدامسكو               | صدفمُح توليبوڤا جوليا ستاماتوفا إيبك أوز كيارا فراپولي                     |
| 10 أكتوبر | أنطاليا، تركيا ملعب ترابي $10،000 Singles and Doubles draws                                        | بيرفو جينجيز آني فانجيلوفا 3–6، 4–6                         | كريستينا أدامسكو صدفمُح توليبوڤا                  | ليزا-ماري ماتشيكي كريستينا أدامسكو               | صدفمُح توليبوڤا جوليا ستاماتوفا إيبك أوز كيارا فراپولي                     |
| 17 أكتوبر | بطولة سيدات سوهو سكوير شرم الشيخ، مصر ملعب صلب $100٬000 فردي – زوجي                                | دونا فيكك 6–2، 6–7(7–9)، 6–3                                | سارا سوريبس تورمو                                | أناستاسيا كوماردينا ماريا سكاري                  | دايانا يستريمسكا لينا جيورشيسكا أرانتشا روس كارولينا موتشوفا              |
| 17 أكتوبر | بطولة سيدات سوهو سكوير شرم الشيخ، مصر ملعب صلب $100٬000 فردي – زوجي                                | إيرينا ماريا بارا ألونا فومينا 6–2، 6–1                     | غوادالوبي بيريز روجاس جيل تيخمان                 | أناستاسيا كوماردينا ماريا سكاري                  | دايانا يستريمسكا لينا جيورشيسكا أرانتشا روس كارولينا موتشوفا              |
| 17 أكتوبر | تشالنجر بنك ناسيونال دي ساجينيه ساجينيه، كندا ملعب صلب (indoor) $50٬000 فردي – زوجي                | كاثرين بيليس 6–4، 6–2                                       | بيانكا أندريسكو                                  | ساتشيا فيكري جينيفر برادي                        | ألكسندرا فوزنياك ماريا سانشيز هارييت دارت تشارلوت روبيارد-ميليت           |
| 17 أكتوبر | تشالنجر بنك ناسيونال دي ساجينيه ساجينيه، كندا ملعب صلب (indoor) $50٬000 فردي – زوجي                | إيلينا بوغدان ميهايلا بوزارنيسكو 6–4، 6–7(4–7)، [10–6]      | بيانكا أندريسكو تشارلوت روبيارد-ميليت            | ساتشيا فيكري جينيفر برادي                        | ألكسندرا فوزنياك ماريا سانشيز هارييت دارت تشارلوت روبيارد-ميليت           |
| 17 أكتوبر | بطولة سوجو للسيدات سوجو (مدينة)، الصين ملعب صلب $50٬000 فردي – زوجي                                | تشانغ كاي تشن 4–6، 6–2، 6–1                                 | وانغ يافان                                       | كاتارزينا بيتر شو يفيان                          | هيروكو كواتا لي يا هسوان ليو تشانغ تاتيانا ماريا                          |
| 17 أكتوبر | بطولة سوجو للسيدات سوجو (مدينة)، الصين ملعب صلب $50٬000 فردي – زوجي                                | هيروكو كواتا أكيكو أومي 6–1، 6–3                            | جاكلين كاكو سابينا شاريبوفا                      | كاتارزينا بيتر شو يفيان                          | هيروكو كواتا لي يا هسوان ليو تشانغ تاتيانا ماريا                          |
| 17 أكتوبر | أوبن إنجي دي تورين جوي ليس تور، فرنسا ملعب صلب (indoor) $50،000 Singles – Doubles                  | مارينا زانيفسكا 6–3، 6–3                                    | إلينا غابرييلا روس                               | ديانا مارسنكفيتشا ليسلي كيركوف                   | فيرا لابكو كلوي باكيوت دانييلا سيغيل أنس جابر                             |
| 17 أكتوبر | أوبن إنجي دي تورين جوي ليس تور، فرنسا ملعب صلب (indoor) $50،000 Singles – Doubles                  | إيفانا جوروفيتش ليسلي كيركوف 6–3، 7–5                       | ألكسندرا كادانتو إيكاترينا ياشينا                | ديانا مارسنكفيتشا ليسلي كيركوف                   | فيرا لابكو كلوي باكيوت دانييلا سيغيل أنس جابر                             |
| 17 أكتوبر | هاماماتسو، اليابان سجاد $25،000 Singles and Doubles draws                                          | شاكو أوياما 6–4، 6–4                                        | كسينيا ليكينا                                    | هارونا أراكاوا ريكو ساوياناجي                    | ريسا أوشيجيما ميهارو إيمانيشي ماجدالينا فريتش توري كينارد                 |
| 17 أكتوبر | هاماماتسو، اليابان سجاد $25،000 Singles and Doubles draws                                          | جانا فيت أياكا أوكونو 4–6، 7–6(7–5)، [12–10]                | هسو تشيه يو جوستينا ججيولكا                      | هارونا أراكاوا ريكو ساوياناجي                    | ريسا أوشيجيما ميهارو إيمانيشي ماجدالينا فريتش توري كينارد                 |
| 17 أكتوبر | لاغوس، نيجيريا ملعب صلب $25،000 Singles and Doubles draws                                          | كوني بيرين 6–3، 6–3                                         | تادجا ماجريتش                                    | فالنتيني جراماتيكوبولو جوليا تيرزيسكا            | دينيز خزنيك تيساه أندريانجافيتريمو فاليريا ستراخوفا فاطمة النبهاني        |
| 17 أكتوبر | لاغوس، نيجيريا ملعب صلب $25،000 Singles and Doubles draws                                          | فالنتيني جراماتيكوبولو برارثنا ثومبار 6–7(3–7)، 6–3، [11–9] | كيرا شروف دروثي تاتاشر فينوغوبال                 | فالنتيني جراماتيكوبولو جوليا تيرزيسكا            | دينيز خزنيك تيساه أندريانجافيتريمو فاليريا ستراخوفا فاطمة النبهاني        |
| 17 أكتوبر | بول، كرواتيا ملعب ترابي 10،000 دولار قرعة الفردي والزوجي                                           | جابرييلا بانتوتشكوفا 6–3، 6–2                               | أني ميجاتشيكا                                    | كاجا جوفان ماليني هيلجو                          | فيندولا زوفينكوفا ماريانا درازيتش ليا بوشكوفيتش بيترا يانوسكوفا           |
| 17 أكتوبر | بول، كرواتيا ملعب ترابي 10،000 دولار قرعة الفردي والزوجي                                           | ليا بوشكوفيتش كاجا جوفان 4–6، 7–5، [10–4]                   | ماريانا درازيتش أني ميجاتشيكا                    | كاجا جوفان ماليني هيلجو                          | فيندولا زوفينكوفا ماريانا درازيتش ليا بوشكوفيتش بيترا يانوسكوفا           |
| 17 أكتوبر | إسمانينغ أوبن إسمانينغ، ألمانيا سجاد (داخلي) 10،000 دولار قرعة الفردي والزوجي                      | أنستاسيا زاريتسكا 6–2، 7–6(8–6)                             | تيس سوجنو                                        | جوليا كيميلمان لورا-إيونا أندري                  | ليندا برينكوفيك ميريام كولودجيجووفا كلاارتجي ليبينس لينا روفر             |
| 17 أكتوبر | إسمانينغ أوبن إسمانينغ، ألمانيا سجاد (داخلي) 10،000 دولار قرعة الفردي والزوجي                      | جوليا كيميلمان فرانسيسكا كومر 3–6، 6–3، [10–8]              | تمارا أرنولد كارولين فيرنر                       | جوليا كيميلمان لورا-إيونا أندري                  | ليندا برينكوفيك ميريام كولودجيجووفا كلاارتجي ليبينس لينا روفر             |
| 17 أكتوبر | بولا، إيطاليا ملعب ترابي 10،000 دولار قرعة الفردي والزوجي                                          | فاندا لوكاش 0–6، 6–1، 6–2                                   | كاتارينا زافاتسكا                                | Ylena In-Albon Déborah Kerfs                     | Martina Spigarelli Elyse Lavender أليس بالدوتشي Lucrezia Stefanini        |
| 17 أكتوبر | بولا، إيطاليا ملعب ترابي 10،000 دولار قرعة الفردي والزوجي                                          | Federica Bilardo Tatiana Pieri 6–4، 7–5                     | Ylena In-Albon غيورغيا ماركيتي                   | Ylena In-Albon Déborah Kerfs                     | Martina Spigarelli Elyse Lavender أليس بالدوتشي Lucrezia Stefanini        |
| 17 أكتوبر | هوا هين، تايلاند ملعب صلب 10،000 دولار سحوبات الفردي والزوجي                                       | Bunyawi Thamchaiwat 6–1، 6–3                                | Natalija Kostić                                  | فرنيا وونجتينتشاي Plobrung Plipuech              | Ng Kwan-yau Patcharin Cheapchandej Tamachan Momkoonthod Zhao Di           |
| 17 أكتوبر | هوا هين، تايلاند ملعب صلب 10،000 دولار سحوبات الفردي والزوجي                                       | نودنيدا لوانجنام فرنيا وونجتينتشاي 6–2، 6–7(2–7)، [10–0]    | Chompoothip Jandakate Tamachan Momkoonthod       | فرنيا وونجتينتشاي Plobrung Plipuech              | Ng Kwan-yau Patcharin Cheapchandej Tamachan Momkoonthod Zhao Di           |
| 17 أكتوبر | حمام الأنف، تونس ملعب ترابي 10،000 دولار سحوبات الفردي والزوجي                                     | شيراز بشري 4–0، انسحاب                                      | Jade Suvrijn                                     | Irina Fetecău Noelia Zeballos                    | Joséphine Boualem Gabriela Horáčková Carolina Alves ألكسندرا كوراشفيلي    |
| 17 أكتوبر | حمام الأنف، تونس ملعب ترابي 10،000 دولار سحوبات الفردي والزوجي                                     | فيرينا هوفر سارا مارسيوني 6–3، 7–6(7–5)                     | جوزفين بواليم كسينيا شريفوفا                     | Irina Fetecău Noelia Zeballos                    | Joséphine Boualem Gabriela Horáčková Carolina Alves ألكسندرا كوراشفيلي    |
| 17 أكتوبر | أنطاليا، تركيا ملعب ترابي $10،000 فردي وزوجي                                                       | أيلا أكسو 7–5، 6–2                                          | آجنيس بوكطا                                      | نينا أليباليتش دانا كريمير                       | أوليانا أيزاتولينا بيرفو جنكيز ديانا بوزيان صوفيا كفاتسابايا              |
| 17 أكتوبر | أنطاليا، تركيا ملعب ترابي $10،000 فردي وزوجي                                                       | آجنيس بوكطا ديانا بوزيان 6–4، 6–1                           | أوليانا أيزاتولينا أناستاسيا بوبلافسكا           | نينا أليباليتش دانا كريمير                       | أوليانا أيزاتولينا بيرفو جنكيز ديانا بوزيان صوفيا كفاتسابايا              |
| أكتوبر 24 | Internationaux Féminins de la Vienne بواتييه، فرنسا ملعب صلب (indoor) $100،000 فردي – زوجي         | أوسيان دودان 6–4، 6–2                                       | لورين ديفيس                                      | أليسون فان يوتفانخ بولين بارمنتييه               | مونيكا نيكوليسكو أنيت كونتافيت إيكاترينا ألكسندروفا Elena Gabriela Ruse   |
| أكتوبر 24 | Internationaux Féminins de la Vienne بواتييه، فرنسا ملعب صلب (indoor) $100،000 فردي – زوجي         | ناو هيبينو أليسيا روزولوسكا 6–0، 6–0                        | Alexandra Cadanțu نيكولا جوير                    | أليسون فان يوتفانخ بولين بارمنتييه               | مونيكا نيكوليسكو أنيت كونتافيت إيكاترينا ألكسندروفا Elena Gabriela Ruse   |
| أكتوبر 24 | Bendigo Women's International بنديجو، أستراليا ملعب صلب $50،000 فردي – زوجي                        | ريسا أوزاكي 6–3، 6–3                                        | آسيا محمد                                        | Abigail Tere-Apisah فاراتشايا وونجتينتشاي        | Lizette Cabrera نايكثا بينز كاتي دان تامي باترسون                         |
| أكتوبر 24 | Bendigo Women's International بنديجو، أستراليا ملعب صلب $50،000 فردي – زوجي                        | آسيا محمد أرينا روديونوفا 6–4، 6–3                          | شاكو أوياما ريسا أوزاكي                          | Abigail Tere-Apisah فاراتشايا وونجتينتشاي        | Lizette Cabrera نايكثا بينز كاتي دان تامي باترسون                         |
| أكتوبر 24 | Bank of Liuzhou Cup ليوشو، الصين ملعب صلب $50،000 فردي – زوجي                                      | نينا ستويانوفيتش 6–3، 6–4                                   | جانغ سو جونج                                     | وانغ يافان ايبك سويلو                            | دوان ينغينغ سابينا شاريبوفا تشو لين تشانغ كاي تشن                         |
| أكتوبر 24 | Bank of Liuzhou Cup ليوشو، الصين ملعب صلب $50،000 فردي – زوجي                                      | فيرونيكا كوديرميتوفا ألكسندرا بوسبيلوفا 6–2، 6–4            | جاكلين كاكو سابينا شاريبوفا                      | وانغ يافان ايبك سويلو                            | دوان ينغينغ سابينا شاريبوفا تشو لين تشانغ كاي تشن                         |
| أكتوبر 24 | أبيرتو تامبيكو تامبيكو، المكسيك ملعب صلب $50،000+H Singles – Doubles                               | صوفيا زهوك 6–4، 6–3                                         | فارفارا فلينك                                    | اليسي ميرتنز فيكتوريا رودريغيز                   | كاتي سوان أوسوي مايتان أركونادا فريا كريستي ناديه بودوروسكا               |
| أكتوبر 24 | أبيرتو تامبيكو تامبيكو، المكسيك ملعب صلب $50،000+H Singles – Doubles                               | ميهايلا بوزارنيسكو اليسي ميرتنز 6–0، 6–2                    | أوسوي مايتان أركونادا كاتي سوان                  | اليسي ميرتنز فيكتوريا رودريغيز                   | كاتي سوان أوسوي مايتان أركونادا فريا كريستي ناديه بودوروسكا               |
| أكتوبر 24 | كلاسيك تينيس ماكون ماكون، الولايات المتحدة ملعب صلب $50،000 Singles – Doubles                      | كايلا داي 6–1، 6–3                                          | دانيال كولينز                                    | غريس مين ريبيكا بيترسون                          | سيسيل كاراتانتشيفا جيمي لوب أليز ليم فرانشيسكا دي لورينزو                 |
| أكتوبر 24 | كلاسيك تينيس ماكون ماكون، الولايات المتحدة ملعب صلب $50،000 Singles – Doubles                      | ميكايلا كرايتشيك تايلور تاونسند 3–6، 6–2، [10–6]            | سابرينا سانتاماريا كيري وونغ                     | غريس مين ريبيكا بيترسون                          | سيسيل كاراتانتشيفا جيمي لوب أليز ليم فرانشيسكا دي لورينزو                 |
| أكتوبر 24 | بيريرا، كولومبيا ملعب ترابي $10،000 Singles and Doubles draws                                      | ماريا فرنندا هيرازو 6–3، 6–2                                | إميليانا أرانجو                                  | باربارا غاتيكا كاميلا جيانجريكو كامبيز           | ثايسا غرانا بيدريتي فيرونيكا ميروشنيتشينكو كارلا لوكيرو فلورنسيا مولينيرو |
| أكتوبر 24 | بيريرا، كولومبيا ملعب ترابي $10،000 Singles and Doubles draws                                      | فرناندا بريتو كاميلا جيانجريكو كامبيز 6–1، 6–2              | ماريا بولينا بيريز باولا أندريا بيريز            | باربارا غاتيكا كاميلا جيانجريكو كامبيز           | ثايسا غرانا بيدريتي فيرونيكا ميروشنيتشينكو كارلا لوكيرو فلورنسيا مولينيرو |
| أكتوبر 24 | شرم الشيخ، مصر ملعب صلب $10،000 Singles and Doubles draws                                          | بيمرا أوزجن 6–4، 7–5                                        | أناستازيا بريبيلوفا                              | ساندرا سمير إلينا-تيودورا كادار                  | وانغ داني علا أبو ذكري باربرا بونيك ميلاني كلافنير                        |
| أكتوبر 24 | شرم الشيخ، مصر ملعب صلب $10،000 Singles and Doubles draws                                          | ميلاني كلافنير آنا بيانكا ميهايللا 6–4، 6–2                 | علا أبو ذكري أناستازيا بريبيلوفا                 | ساندرا سمير إلينا-تيودورا كادار                  | وانغ داني علا أبو ذكري باربرا بونيك ميلاني كلافنير                        |
| أكتوبر 24 | كاندية، اليونان ملعب صلب $10،000 Singles and Doubles draws                                         | فاليريا سافينيخ 6–2، 4–1، انسحب                             | غابرييلا تايلور                                  | بولين باييت كارولا باتريسيا بيجينارو             | كاثينكا فون ديكمان إيوانا ديانا بيترويو أناستازيا فدوفينكو نينا كرويجير   |
| أكتوبر 24 | كاندية، اليونان ملعب صلب $10،000 Singles and Doubles draws                                         | نينا كرويجير سوزان لامنس 6–4، 4–6، [12–10]                  | ميرا أنتونيتش فيليس فانينبيرج                    | بولين باييت كارولا باتريسيا بيجينارو             | كاثينكا فون ديكمان إيوانا ديانا بيترويو أناستازيا فدوفينكو نينا كرويجير   |
| أكتوبر 24 | بونه، الهند ملعب صلب $10،000 Singles and Doubles draws                                             | سوجانيا بافيستيتي 7–5، 6–2                                  | ميهيكا ياداف                                     | برانجالا يادلاباللي برارتانا تومبار              | ريا باتيا ناتاشا بالها ساعي سامهيثا تشامارثي نيدهى تشيلومولا              |
| أكتوبر 24 | بونه، الهند ملعب صلب $10،000 Singles and Doubles draws                                             | شرمادا بالو دهرثي تاتاشار فينوغوبال 6–4، 6–0                | ريا باتيا شوئيتا شاندرا رانا                     | برانجالا يادلاباللي برارتانا تومبار              | ريا باتيا ناتاشا بالها ساعي سامهيثا تشامارثي نيدهى تشيلومولا              |
| أكتوبر 24 | بولا، إيطاليا ملعب ترابي $10،000 Singles and Doubles draws                                         | فاندا لوكاش 6–1، 6–3                                        | إلين بوكيينس                                     | ميشيل ألكسندرا زماو مارتينا سبيريلي              | أليس بالدوتشي يلينا سيميتش غيورغيا ماركيتي تاتيانا بيري                   |
| أكتوبر 24 | بولا، إيطاليا ملعب ترابي $10،000 Singles and Doubles draws                                         | ييلينا إن-ألبون غيورغيا ماركيتي 4–6، 6–2، [10–8]            | ليزا بونومار ميشيل ألكسندرا زماو                 | ميشيل ألكسندرا زماو مارتينا سبيريلي              | أليس بالدوتشي يلينا سيميتش غيورغيا ماركيتي تاتيانا بيري                   |
| أكتوبر 24 | ستوكهولم، السويد ملعب صلب (indoor) $10،000 Singles and Doubles draws                               | إيغا شفيونتيك 6–4، 6–3                                      | لورا-إيوانا أندري                                | جاكلين كاباج أواد جولي جيرفيه                    | أستريد وانجا برون أولسن تيس سوغونكس إيدا جارلسكوج كارين بريتزا            |
| أكتوبر 24 | ستوكهولم، السويد ملعب صلب (indoor) $10،000 Singles and Doubles draws                               | لورا-إيوانا أندري آنا كلاسين 6–2، 6–2                       | ميريام بيوركلاند بريندا نجوك                     | جاكلين كاباج أواد جولي جيرفيه                    | أستريد وانجا برون أولسن تيس سوغونكس إيدا جارلسكوج كارين بريتزا            |
| أكتوبر 24 | الحمامات، تونس ملعب ترابي $10،000 Singles and Doubles draws                                        | ألكسندرا كوراشفيلي 5–7، 6–2، 6–1                            | غوادالوبي بيريز روجاس                            | إيرينا فيتيكاو باربارا كوتيليزوفا                | إيمانويل جيرارد كاثرين شانتراين تمارا تشروفيتش تيريزا كولاروفا            |
| أكتوبر 24 | الحمامات، تونس ملعب ترابي $10،000 Singles and Doubles draws                                        | تمارا تشروفيتش باربارا كوتيليزوفا 3–6، 6–4، [10–3]          | تيريزا كولاروفا يوليا كوليكوفا                   | إيرينا فيتيكاو باربارا كوتيليزوفا                | إيمانويل جيرارد كاثرين شانتراين تمارا تشروفيتش تيريزا كولاروفا            |
| أكتوبر 24 | أنطاليا، تركيا ملعب ترابي $10،000 Singles and Doubles draws                                        | أغنيس بوكتا 7–5، 6–1                                        | أوليانا أيزاتولينا                               | إليونورا مولينارو تيسييا مورديرغير               | صوفيا كفاتسابايا ألونا فومينا كاترينا سليوسار أرينا فولتس                 |
| أكتوبر 24 | أنطاليا، تركيا ملعب ترابي $10،000 Singles and Doubles draws                                        | تيسييا مورديرغير يانا مورديرغير 3–6، 7–6(7–5)، [10–6]       | أرينا فولتس كاترينا سليوسار                      | إليونورا مولينارو تيسييا مورديرغير               | صوفيا كفاتسابايا ألونا فومينا كاترينا سليوسار أرينا فولتس                 |
| أكتوبر 24 | سلسلة إيجون برو لوفبورو لوفبرا، المملكة المتحدة ملعب صلب (داخلي) $10،000 Singles and Doubles draws | إليكساني ليشيميا 7–5، 6–1                                   | بترا كرجسوفا                                     | بيبياني ويجيرس كيمبرلي زيمرمان                   | كيلي فيرستيغ Zhang Ling نيكا شيتكوسكايا كارتجيه ليبينس                    |
| أكتوبر 24 | سلسلة إيجون برو لوفبورو لوفبرا، المملكة المتحدة ملعب صلب (داخلي) $10،000 Singles and Doubles draws | داشا إيفانوفا بترا كرجسوفا 7–6(7–2)، 7–6(7–2)               | سارة بيث غري أوليفيا نيكلز                       | بيبياني ويجيرس كيمبرلي زيمرمان                   | كيلي فيرستيغ Zhang Ling نيكا شيتكوسكايا كارتجيه ليبينس                    |
| 31 أكتوبر | بطولة كانبرا الدولية للتنس كانبرا، أستراليا ملعب صلب $50،000 فردي – زوجي                           | ريسا أوزاكي 6–4، 6–4                                        | جورجيا بريسيا                                    | جنيفر إيلي جانا فيت                              | أرينا روديونوفا إري هوزمي يوكي تاناكا تامي باترسون                        |
| 31 أكتوبر | بطولة كانبرا الدولية للتنس كانبرا، أستراليا ملعب صلب $50،000 فردي – زوجي                           | جيسيكا مور ستورم ساندرز 6–3، 6–4                            | أليسون باي ليزيت كابريرا                         | جنيفر إيلي جانا فيت                              | أرينا روديونوفا إري هوزمي يوكي تاناكا تامي باترسون                        |
| 31 أكتوبر | تحدي تيفلين للنساء تورونتو، كندا ملعب صلب (داخلي) $50،000 فردي – زوجي                              | كاثرين بيليس 6–2، 1–6، 6–3                                  | جيسيكا ماليكوفا                                  | رافينا كينجسلي اليسي ميرتنز                      | تيساه أندريانجافيتريمو بيانكا أندريسكو نيكول فرانكل رونيت يوروفيسكي       |
| 31 أكتوبر | تحدي تيفلين للنساء تورونتو، كندا ملعب صلب (داخلي) $50،000 فردي – زوجي                              | غابرييلا دابروفسكي ميكايلا كرايتشيك 6–4، 6–3                | أشلي وينهولد كيتلين ووريسكي                      | رافينا كينجسلي اليسي ميرتنز                      | تيساه أندريانجافيتريمو بيانكا أندريسكو نيكول فرانكل رونيت يوروفيسكي       |
| 31 أكتوبر | تحدي كوبرويند للمحترفات سكوتسديل، الولايات المتحدة ملعب صلب $50،000 فردي – زوجي                    | بياتريس حداد مايا 7–6(7–4)، 7–6(7–2)                        | كريستي آهن                                       | كايلة داي جينيفر برادي                           | باربارا هاس سيسيل كاراتانتشيفا غريس مين فارفارا فلينك                     |
| 31 أكتوبر | تحدي كوبرويند للمحترفات سكوتسديل، الولايات المتحدة ملعب صلب $50،000 فردي – زوجي                    | إنجريد نيل تايلور تاونسند 6–4، 6–3                          | سامانثا كراوفورد ميلاني أودين                    | كايلة داي جينيفر برادي                           | باربارا هاس سيسيل كاراتانتشيفا غريس مين فارفارا فلينك                     |
| 31 أكتوبر | تشنجو، الصين ملعب صلب $25،000 القرعة الفردية والزوجية                                              | دلما جالفي 6–0، 6–4                                         | ريكو ساواياناجي                                  | تشو لين تشانغ يينغ                               | ألكساندرينا نايدينوفا فيرونيكا كوديرميتوفا كاتارزينا بيتر شون فانغ يينغ   |
| 31 أكتوبر | تشنجو، الصين ملعب صلب $25،000 القرعة الفردية والزوجية                                              | جاكلين كاكو ألكساندرينا نايدينوفا 3–6، 6–4، [10–6]          | أنجلينا جابويفا صوفيا شاباتافا                   | تشو لين تشانغ يينغ                               | ألكساندرينا نايدينوفا فيرونيكا كوديرميتوفا كاتارزينا بيتر شون فانغ يينغ   |
| 31 أكتوبر | كوكوتا، كولومبيا ملعب ترابي $10،000 القرعة الفردية والزوجية                                        | فرناندا بريتو 4–6، 6–4، 6–1                                 | ماريا فرنندا هيرازو                              | تايسا جرانا بيدريتي باربارا جاتيكا               | كاميلا جيانجريكو كامبيز فلورنسيا مولينيرو إيميلي أبلتون آنا صوفيا سانشيز  |
| 31 أكتوبر | كوكوتا، كولومبيا ملعب ترابي $10،000 القرعة الفردية والزوجية                                        | باربرا غاتيكا دانييلا ماكارينا لوبيز 6–4، 4–6، [10–4]       | ماريا بولينا بيريز باولا أندريا بيريز            | تايسا جرانا بيدريتي باربارا جاتيكا               | كاميلا جيانجريكو كامبيز فلورنسيا مولينيرو إيميلي أبلتون آنا صوفيا سانشيز  |
| 31 أكتوبر | شرم الشيخ، مصر ملعب صلب $10،000 Singles and Doubles draws                                          | ميلاني كلافنير 7–5، 6–3                                     | آنا فرلجيتش                                      | بيمرا أوزجن جوليا تيرزيسكا                       | إلينا-تيودورا كادار آنا بيانكا ميهيلا كارولين روميو علا أبو ذكري          |
| 31 أكتوبر | شرم الشيخ، مصر ملعب صلب $10،000 Singles and Doubles draws                                          | بيانكا بيكيفي سزابينا سزلافيكوفيكس 6–4، 6–4                 | صوفيا ديميتريفا آنا بريبيلوفا                    | بيمرا أوزجن جوليا تيرزيسكا                       | إلينا-تيودورا كادار آنا بيانكا ميهيلا كارولين روميو علا أبو ذكري          |
| 31 أكتوبر | هيراكليون، اليونان ملعب صلب $10،000 Singles and Doubles draws                                      | إيوانا ديانا بيتروي 6–3، 2–6، 6–2                           | غابرييلا تايلور                                  | سارا كاكاريفيتش آنا فيسيلينوفيتش                 | فيليس فانينبرغ ساتسوكي تاكامورا ستيفانيا روغوزينسكا دزيك فلادا إكشيباروفا |
| 31 أكتوبر | هيراكليون، اليونان ملعب صلب $10،000 Singles and Doubles draws                                      | نينا كروير سوزان لامينز 6–2، 4–6، [10–8]                    | ستيفي ديستلمنس فلادا إكشيباروفا                  | سارا كاكاريفيتش آنا فيسيلينوفيتش                 | فيليس فانينبرغ ساتسوكي تاكامورا ستيفانيا روغوزينسكا دزيك فلادا إكشيباروفا |
| 31 أكتوبر | بولا، إيطاليا ملعب ترابي $10،000 Singles and Doubles draws                                         | فاندا لوكاش 6–1، 6–2                                        | يلينا إن-ألبون                                   | يلينا سيميتش غيورغيا ماركيتي                     | مارتينا كاريغارو كلوديا جيوفين آنا ريموندينا أليس بالدوتشي                |
| 31 أكتوبر | بولا، إيطاليا ملعب ترابي $10،000 Singles and Doubles draws                                         | يلينا إن-ألبون غيورغيا ماركيتي 6–1، 6–3                     | آنا ريموندينا دليلة سبيريتي                      | يلينا سيميتش غيورغيا ماركيتي                     | مارتينا كاريغارو كلوديا جيوفين آنا ريموندينا أليس بالدوتشي                |
| 31 أكتوبر | الدار البيضاء، المغرب ملعب ترابي $10،000 Singles and Doubles draws                                 | جورجينا غارسيا بيريز 6–4، 3–6، 6–2                          | فاطمة النبهاني                                   | آوانا جيورجيتا سيميون دايانا نيغرانو             | ماري تيمين جوليا ستاماتوفا داريا سولوفيفا أرابيلا فرنانديز رابنير         |
| 31 أكتوبر | الدار البيضاء، المغرب ملعب ترابي $10،000 Singles and Doubles draws                                 | دايانا نيغرانو آوانا جيورجيتا سيميون 5–7، 7–5، [12–10]      | جورجينا غارسيا بيريز جوليا ستاماتوفا             | آوانا جيورجيتا سيميون دايانا نيغرانو             | ماري تيمين جوليا ستاماتوفا داريا سولوفيفا أرابيلا فرنانديز رابنير         |
| 31 أكتوبر | أوسلو، النرويج ملعب صلب (indoor) $10،000 Singles and Doubles draws                                 | جاكلين كاباج أواد 6–3، 6–3                                  | أماندا كاريراس                                   | شايين إيويك سارة ريبيكا سيكوليتش                 | لويسا ماري هوبر أينهوا أتشا غوميز كارين بريتزا ميكايلا أونتشوفا           |
| 31 أكتوبر | أوسلو، النرويج ملعب صلب (indoor) $10،000 Singles and Doubles draws                                 | شايين إيويك روزالي فان دير هوك 6–4، 6–4                     | كارين بريتزا ميكايلا أونتشوفا                    | شايين إيويك سارة ريبيكا سيكوليتش                 | لويسا ماري هوبر أينهوا أتشا غوميز كارين بريتزا ميكايلا أونتشوفا           |
| 31 أكتوبر | ستيلينبوش، جنوب أفريقيا ملعب صلب $10،000 Singles and Doubles draws                                 | شانيل سيموندز 4–6، 6–3، 7–5                                 | كايتلين كريستيان                                 | مارغاريتا لازاريفا إيلزي هاتينغ                  | إريكا فوغلزانغ مادري لو رو أرليندا رشيدي فاليريا بونو                     |
| 31 أكتوبر | ستيلينبوش، جنوب أفريقيا ملعب صلب $10،000 Singles and Doubles draws                                 | كايتلين كريستيان شانيل سيموندز 6–0، 7–6(7–3)                | فاليريا بونو ليني مالكوفيست                      | مارغاريتا لازاريفا إيلزي هاتينغ                  | إريكا فوغلزانغ مادري لو رو أرليندا رشيدي فاليريا بونو                     |
| 31 أكتوبر | ستوكهولم، السويد ملعب صلب (indoor) $10،000 Singles and Doubles draws                               | إيزابيلا شنيكوفا 6–2، 6–4                                   | كريستينا شمييدلوفا                               | اناستاسيا شوشينا لورا-ايوانا اندري               | بولينا ولكان تيس سوغنو إيغا شفيونتيك ديا هردجلاش                          |
| 31 أكتوبر | ستوكهولم، السويد ملعب صلب (indoor) $10،000 Singles and Doubles draws                               | كورنيليا ليستر اناستاسيا شوشينا 7–6(7–3)، 6–2               | هيلدا ميلاندر بولينا ميلوسافليفيتش               | اناستاسيا شوشينا لورا-ايوانا اندري               | بولينا ولكان تيس سوغنو إيغا شفيونتيك ديا هردجلاش                          |
| 31 أكتوبر | الحمامات، تونس ملعب ترابي $10،000 Singles and Doubles draws                                        | جيل تيخمان 6–4، 6–4                                         | ديانا بوزيان                                     | إيرينا فيتيكاو كارولينا ألفيس                    | فيديريكا أرسيدياكونو إيفانيا مارتينيش باربرا كوتليسوفا فرانشيسكا سيلا     |
| 31 أكتوبر | الحمامات، تونس ملعب ترابي $10،000 Singles and Doubles draws                                        | غوادالوبي بيريز روجاس جيل تيخمان 6–1، 4–6، [11–9]           | تمارا تشروفيتش باربرا كوتليسوفا                  | إيرينا فيتيكاو كارولينا ألفيس                    | فيديريكا أرسيدياكونو إيفانيا مارتينيش باربرا كوتليسوفا فرانشيسكا سيلا     |
| 31 أكتوبر | أنطاليا، تركيا ملعب ترابي $10،000 Singles and Doubles draws                                        | أيلا أكسو 7–5، 6–1                                          | تايسيا مورديرغر                                  | جورجيا أندريا كراتشون كاتيرينا سليوسار           | كاتارينا زافاتسكا ديا إفتيموفا ألونا فومينا ميليس سيزر                    |
| 31 أكتوبر | أنطاليا، تركيا ملعب ترابي $10،000 Singles and Doubles draws                                        | أيلا أكسو ميليس سيزر 6–1، 7–6(7–5)                          | ديا إفتيموفا فاليريا جورلاتس                     | جورجيا أندريا كراتشون كاتيرينا سليوسار           | كاتارينا زافاتسكا ديا إفتيموفا ألونا فومينا ميليس سيزر                    |
| 31 أكتوبر | شفيلد، المملكة المتحدة ملعب صلب (indoor) $10،000 قرعة الفردي والزوجي                               | بترا كرجسوفا 6–4، 6–3                                       | لو برولاو                                        | إيدن سيلفا أليس ماتيوكسي                         | لورين جون-بابتيست مريم بولكفادزي مايا لامسدن داشا إيفانوفا                |
| 31 أكتوبر | شفيلد، المملكة المتحدة ملعب صلب (indoor) $10،000 قرعة الفردي والزوجي                               | سارة بيث غري أوليفيا نيكولز 7–6(7–3)، 7–5                   | ميا إكلوند نيكا شيتكاوسكايا                      | إيدن سيلفا أليس ماتيوكسي                         | لورين جون-بابتيست مريم بولكفادزي مايا لامسدن داشا إيفانوفا                |

### نوفمبر
| الأسبوع   | البطولة | الفائزات                                                | الوصيفات                              | المتأهلات لنصف النهائي                   | المتأهلات لربع النهائي                                                                 |
| --------- | --- | ------------------------------------------------------- | ------------------------------------- | ---------------------------------------- | -------------------------------------------------------------------------------------- |
| 7 نوفمبر  | Ando Securities Open طوكيو، اليابان ملعب صلب $100،000 Singles – Doubles                                                       | Zhang Shuai 4–6، 7–6(7–2)، 6–2                          | دلما جالفي                            | بينغ شواي تاتيانا ماريا                  | لوكسيكا كومخوم جانغ سو جونج Jana Fett كرامي نارا                                       |
| 7 نوفمبر  | Ando Securities Open طوكيو، اليابان ملعب صلب $100،000 Singles – Doubles                                                       | ريكا فوجيوارا يوكي نايتو 6–4، 6–7(12–14)، [10–8]        | Jamie Loeb أن صوفي ميستاتش            | بينغ شواي تاتيانا ماريا                  | لوكسيكا كومخوم جانغ سو جونج Jana Fett كرامي نارا                                       |
| 7 نوفمبر  | Waco Showdown واكو، الولايات المتحدة ملعب صلب $50،000 Singles – Doubles                                                       | بياتريس حداد مايا 6–2، 3–6، 6–1                         | غريس مين                              | سامانثا كراوفورد روبن أندرسون            | دانيال كولينز جنيفر إيلي سيسيل كاراتانتشيفا ساتشيا فيكري                               |
| 7 نوفمبر  | Waco Showdown واكو، الولايات المتحدة ملعب صلب $50،000 Singles – Doubles                                                       | ميكايلا كرايتشيك تايلور تاونسند انسحاب                  | ميهايلا بوزارنيسكو ريناتا زارازوا     | سامانثا كراوفورد روبن أندرسون            | دانيال كولينز جنيفر إيلي سيسيل كاراتانتشيفا ساتشيا فيكري                               |
| 7 نوفمبر  | مينسك، بيلاروس ملعب صلب (indoor) $25،000 Singles and Doubles draws                                                            | أناستازيا فرولوفا واك اوفر                              | آنا كالينسكايا                        | آنا بلينكوفا بولينا ليكينا               | فاليريا سولوفيفا أناستاسيا زاريتسكا أكجول أمانمورادوف بيمرا أوزجن                      |
| 7 نوفمبر  | مينسك، بيلاروس ملعب صلب (indoor) $25،000 Singles and Doubles draws                                                            | آنا كالينسكايا نيكا شيتكوسكايا 6–2، 6–3                 | كرمن إيلونا فيرا لابكو                | آنا بلينكوفا بولينا ليكينا               | فاليريا سولوفيفا أناستاسيا زاريتسكا أكجول أمانمورادوف بيمرا أوزجن                      |
| 7 نوفمبر  | بوني، الهند ملعب صلب $25،000+H Singles and Doubles draws                                                                      | إيرينا خروماتشيفا 6–1، 6–1                              | ريكو ساواياناجي                       | أنكيتا راينا كوني بيرين                  | لو جياجينغ جاكلين كريستيان لورا بيجوسي تادجا ماجريتش                                   |
| 7 نوفمبر  | بوني، الهند ملعب صلب $25،000+H Singles and Doubles draws                                                                      | إيرينا خروماتشيفا ألكساندرينا نايدينوفا 6–2، 6–1        | سوجانيا بافيسيتي ريشيكا سانكارا       | أنكيتا راينا كوني بيرين                  | لو جياجينغ جاكلين كريستيان لورا بيجوسي تادجا ماجريتش                                   |
| 7 نوفمبر  | سلوفاك أوبن براتيسلافا، سلوفاكيا ملعب صلب (indoor) $25،000 Singles and Doubles draws                                          | أندريا ميتو 6–2، 6–3                                    | دينيسا أليرتوفا                       | تيريزا سميتكوفا بيبيان ويجيرس            | أرانتشا روس إيزابيلا شنيكوفا تمارا كورباتش فيكتوريا كوزموفا                            |
| 7 نوفمبر  | سلوفاك أوبن براتيسلافا، سلوفاكيا ملعب صلب (indoor) $25،000 Singles and Doubles draws                                          | جوسلين ري آنا سميث 6–3، 6–2                             | كويرين ليموين إيفا واأكانو            | تيريزا سميتكوفا بيبيان ويجيرس            | أرانتشا روس إيزابيلا شنيكوفا تمارا كورباتش فيكتوريا كوزموفا                            |
| 7 نوفمبر  | شرم الشيخ، مصر ملعب صلب $10،000 Singles and Doubles draws                                                                     | جوليا واشاتشيك 7–5، 6–1                                 | أنجلينا شاخريتشك                      | صوفيا ديميترييفا إلينا-تيودورا كادار     | مينغ ران سيندي كاستيل بيانكا بيكفي سزابينا سزلافيكوفيكس                                |
| 7 نوفمبر  | شرم الشيخ، مصر ملعب صلب $10،000 Singles and Doubles draws                                                                     | جوليا تيرزيسكا جوليا واشاتشيك 6–4، 4–6، [10–1]          | بيانكا بيكفي سزابينا سزلافيكوفيكس     | صوفيا ديميترييفا إلينا-تيودورا كادار     | مينغ ران سيندي كاستيل بيانكا بيكفي سزابينا سزلافيكوفيكس                                |
| 7 نوفمبر  | هيراكليون، اليونان ملعب صلب $10،000 Singles and Doubles draws                                                                 | رالوكا جورجيانا شيربان 6–4، 7–5                         | غابرييلا تايلور                       | ميرا أنطونيتش إميلي سيبولد               | ماغالي كيمبين فلادا إكشيباروفا فيليس فانينبرغ أناستازيا فدوفينكو                       |
| 7 نوفمبر  | هيراكليون، اليونان ملعب صلب $10،000 Singles and Doubles draws                                                                 | ميكايلا بويف أندريا كا 6–4، 6–4                         | ستيفي ديستلمانس فلادا إكشيباروفا      | ميرا أنطونيتش إميلي سيبولد               | ماغالي كيمبين فلادا إكشيباروفا فيليس فانينبرغ أناستازيا فدوفينكو                       |
| 7 نوفمبر  | سولارينو، إيطاليا Carpet $10،000 Singles and Doubles draws                                                                    | دليلا سبيريتي 6–1، 6–2                                  | آنا ريموندينا                         | ماريا ماسيني ديبورا كييزا                | إليكساني ليشيميا ماتيلدا أرمينتانو كليمينس فايل سوزان بانديتشي                         |
| 7 نوفمبر  | سولارينو، إيطاليا Carpet $10،000 Singles and Doubles draws                                                                    | ماتيلدا أرمينتانو إليكساني ليشيميا 7–5، 6–1             | ديبورا كييزا ماريا ماسيني             | ماريا ماسيني ديبورا كييزا                | إليكساني ليشيميا ماتيلدا أرمينتانو كليمينس فايل سوزان بانديتشي                         |
| 7 نوفمبر  | الدار البيضاء، المغرب ملعب ترابي $10،000 Singles and Doubles draws                                                            | أوانا جورجييتا سيميون 6–3، 6–1                          | ديانا نجريانو                         | كريستينا أداميسكو مارتينا سبيجياريلي     | فاطمة النبهاني زوي كروجر جوليا ستاماتوفا ماريانا درازيتش                               |
| 7 نوفمبر  | الدار البيضاء، المغرب ملعب ترابي $10،000 Singles and Doubles draws                                                            | ديانا نجريانو أوانا جورجييتا سيميون 6–2، 6–1            | فاطمة النبهاني أولغا باريس أزكويتا    | كريستينا أداميسكو مارتينا سبيجياريلي     | فاطمة النبهاني زوي كروجر جوليا ستاماتوفا ماريانا درازيتش                               |
| 7 نوفمبر  | ستيلينبوش، جنوب أفريقيا ملعب صلب $10،000 Singles and Doubles draws                                                            | شانيل سيموندز 6–1، 6–3                                  | مارجريتا لازاريفا                     | لورين إمبري جولييت ستير                  | لينكيس ثيرون إيلزي هاتينغ أليس جيليان كايتلين كريستيان                                 |
| 7 نوفمبر  | ستيلينبوش، جنوب أفريقيا ملعب صلب $10،000 Singles and Doubles draws                                                            | إيلزي هاتينغ مادري لو رو 6–1، 6–2                       | فاليريا بونو لينيا مالمكفيست          | لورين إمبري جولييت ستير                  | لينكيس ثيرون إيلزي هاتينغ أليس جيليان كايتلين كريستيان                                 |
| 7 نوفمبر  | بني العروس، إسبانيا ملعب ترابي $10،000 Singles and Doubles draws                                                              | أندريا غاميز 1–6، 6–1، 6–4                              | جيسيكا بونشيه                         | إيوانا لوريدانا روسكا ألكسندرا كوراشفيلي | كريستينا بوكشا ألبا كارييو مارين سنيه ديفي ريدي إيرين بورييو إسكوريهويلا               |
| 7 نوفمبر  | بني العروس، إسبانيا ملعب ترابي $10،000 Singles and Doubles draws                                                              | ألكسندرا كوراشفيلي إيوانا لوريدانا روسكا 6–4، 7–6(7–2)  | أندريا غاميز شارلوت رومير             | إيوانا لوريدانا روسكا ألكسندرا كوراشفيلي | كريستينا بوكشا ألبا كارييو مارين سنيه ديفي ريدي إيرين بورييو إسكوريهويلا               |
| 7 نوفمبر  | الحمامات، تونس ملعب ترابي $10،000 Singles and Doubles draws                                                                   | كاثارينا هوبيجارسكي 6–0، 6–1                            | كارولينا ألفيس                        | جيل تيخمان بويانا ماركوفيتش              | إريكا دروزد بيريرا غوادالوبي بيريز روجاس فيديريكا أرتشيدياكونو إيلونا جورجيانا غيورواي |
| 7 نوفمبر  | الحمامات، تونس ملعب ترابي $10،000 Singles and Doubles draws                                                                   | ديانا بوزيان إيلونا جورجيانا غيورواي 3–6، 6–1، [10–8]   | كارولينا ألفيس نويا زيبالوس           | جيل تيخمان بويانا ماركوفيتش              | إريكا دروزد بيريرا غوادالوبي بيريز روجاس فيديريكا أرتشيدياكونو إيلونا جورجيانا غيورواي |
| 7 نوفمبر  | أنطاليا، تركيا ملعب ترابي $10،000 Singles and Doubles draws                                                                   | تايسيا مورديغر 6–2، 6–2                                 | دانا كريمر                            | كاترينا سليوسار بيرفو جنكيز              | بيا كونينغ يانينا دارشينا يانا مورديغر ميليس سيزر                                      |
| 7 نوفمبر  | أنطاليا، تركيا ملعب ترابي $10،000 Singles and Doubles draws                                                                   | ديانا خودان ماريا كوريتسيفا 6–1، 6–4                    | بيرفو جنكيز ميليس سيزر                | كاترينا سليوسار بيرفو جنكيز              | بيا كونينغ يانينا دارشينا يانا مورديغر ميليس سيزر                                      |
| 7 نوفمبر  | Aegon GB Pro-Series Shrewsbury شروزبري (المملكة المتحدة)، المملكة المتحدة ملعب صلب (indoor) $10،000 Singles and Doubles draws | بترا كرجسوفا 6–1، 7–5                                   | تيس سونجو                             | ألكسندرا ستيفنسون تشانغ لينغ             | مايا لومسدن سارة بيث غري لورا سينزبري إيمانويل سالاس                                   |
| 7 نوفمبر  | Aegon GB Pro-Series Shrewsbury شروزبري (المملكة المتحدة)، المملكة المتحدة ملعب صلب (indoor) $10،000 Singles and Doubles draws | سارة بيث غري أوليفيا نيكولز 6–3، 6–3                    | أليشا بارنيت لورين مكمن               | ألكسندرا ستيفنسون تشانغ لينغ             | مايا لومسدن سارة بيث غري لورا سينزبري إيمانويل سالاس                                   |
| 14 نوفمبر | ITF Women's Circuit – Shenzhen شنجن (الصين)، الصين ملعب صلب $100٬000 فردي – زوجي                                              | بينغ شواي 3–6، 7–5، 6–4                                 | باتريسيا ماريا تيغ                    | ليو فانجزو Zhu Lin                       | Wang Qiang نينا ستويانوفيتش شو يفيان جاكلين كاكو                                       |
| 14 نوفمبر | ITF Women's Circuit – Shenzhen شنجن (الصين)، الصين ملعب صلب $100٬000 فردي – زوجي                                              | نينا ستويانوفيتش يو إكسياودي 6–4، 7–6(8–6)              | هان زينيون Zhu Lin                    | ليو فانجزو Zhu Lin                       | Wang Qiang نينا ستويانوفيتش شو يفيان جاكلين كاكو                                       |
| 14 نوفمبر | تحدي دنلوب العالمي تويوتا، اليابان سجاد (داخلي) $50٬000+H فردي – زوجي                                                         | أرينا سابالينكا 6–2، 6–4                                | ليزيت كابريرا                         | شيهو أكيتا دلما جالفي                    | يانا فيت ماجدالينا فريتش ماكوتو نينوميا أيانو شيميزو                                   |
| 14 نوفمبر | تحدي دنلوب العالمي تويوتا، اليابان سجاد (داخلي) $50٬000+H فردي – زوجي                                                         | كسينيا ليكينا أكيكو أومياي 6–7(4–7)، 6–2، [10–5]        | ريكا فوجيوارا أياكا أوكونو            | شيهو أكيتا دلما جالفي                    | يانا فيت ماجدالينا فريتش ماكوتو نينوميا أيانو شيميزو                                   |
| 14 نوفمبر | زوادا، بولندا سجاد (داخلي) $25٬000 فردي وزوجي نسخة محفوظة 2016-11-02 على موقع واي باك مشين.                                   | كيرين ليموين 3–6، 6–4، 7–5                              | لورا شاييدر                           | ليسلي كيركوف كاثينكا فون ديكمان          | أنستاسيا شوشينا مايا شوالينسكا ديانا مارسنكفيتشا كوني بيرين                            |
| 14 نوفمبر | زوادا، بولندا سجاد (داخلي) $25٬000 فردي وزوجي نسخة محفوظة 2016-11-02 على موقع واي باك مشين.                                   | جوستينا ججيولكا ديانا مارسنكفيتشا 6–4، 7–5              | كرمن إيلونا فيرا لابكو                | ليسلي كيركوف كاثينكا فون ديكمان          | أنستاسيا شوشينا مايا شوالينسكا ديانا مارسنكفيتشا كوني بيرين                            |
| 14 نوفمبر | شرم الشيخ، مصر ملعب صلب $10،000 Singles and Doubles draws                                                                     | سارة-ربكا سيكولك 7–6(10–8)، 6–4                         | جوليا واشاتسيك                        | بريت جوكنس سوزي لاركين                   | إلينا-تئودورا كادار بريندا نجوكي كلوديا فرانزè بربرا بونيتش                            |
| 14 نوفمبر | شرم الشيخ، مصر ملعب صلب $10،000 Singles and Doubles draws                                                                     | بربرا بونيتش جوليا واشاتسيك 7–5، 4–6، [10–6]            | إلينا-تئودورا كادار بريت جوكنس        | بريت جوكنس سوزي لاركين                   | إلينا-تئودورا كادار بريندا نجوكي كلوديا فرانزè بربرا بونيتش                            |
| 14 نوفمبر | AAVA Open هلسنكي، فنلندا ملعب صلب (داخلي) $10،000 Singles and Doubles draws                                                   | كارين بريتزا 6–3، 6–4                                   | يلينا ريباكينا                        | سابرينا سانتاماريا كيمبرلي زيمرمان       | مارجو ييروليموس إلينا نيبلي فاليريا أورزهوموفا أناستاسيا شيكالكينا                     |
| 14 نوفمبر | AAVA Open هلسنكي، فنلندا ملعب صلب (داخلي) $10،000 Singles and Doubles draws                                                   | لورا-يونا أندري كارين بريتزا 6–4، 6–3                   | ألينا سيليتش فاليريا زيلوفا           | سابرينا سانتاماريا كيمبرلي زيمرمان       | مارجو ييروليموس إلينا نيبلي فاليريا أورزهوموفا أناستاسيا شيكالكينا                     |
| 14 نوفمبر | هيراكليون، اليونان ملعب صلب $10،000 Singles and Doubles draws                                                                 | رالوكا جورجيانا شيربان 3–6، 4–0، انسحاب                 | نينا كروير                            | ماغالي كيمبن سارة بيث غري                | إيدن سيلفا ساتسوكي تاكامورا ستيفي ديستل مانس نيكول روتمان                              |
| 14 نوفمبر | هيراكليون، اليونان ملعب صلب $10،000 Singles and Doubles draws                                                                 | مانو أركانجيولي ديسبينا باباميتشايل 6–4، 6–2            | إيميلي فرانكاتي سارة بيث غري          | ماغالي كيمبن سارة بيث غري                | إيدن سيلفا ساتسوكي تاكامورا ستيفي ديستل مانس نيكول روتمان                              |
| 14 نوفمبر | سوليناريو، إيطاليا سجاد $10،000 Singles and Doubles draws                                                                     | لودميلا سامسونوفا 3–6، 6–0، 6–1                         | كيلي فيرستيج                          | أليس ماتيوكسي آنا ريموندينا              | إليكسان ليتشيميا ميرينا تونا كارولين ألكسندر دا روزا ديبورا كييزا                      |
| 14 نوفمبر | سوليناريو، إيطاليا سجاد $10،000 Singles and Doubles draws                                                                     | آنا ريموندينا داليلا سبيريتي انسحاب                     | ماثيلد أرمیتانو إليكسان ليتشيميا      | أليس ماتيوكسي آنا ريموندينا              | إليكسان ليتشيميا ميرينا تونا كارولين ألكسندر دا روزا ديبورا كييزا                      |
| 14 نوفمبر | الرباط، المغرب ملعب ترابي $10،000 Singles and Doubles draws                                                                   | جورجينا غارسيا بيريز 6–3، 2–6، 6–1                      | فاطمة النبهاني                        | ناتاليا أورلوفا ديانا نيغرينو            | ماريانا درازيتش فديريكا أرسيدیاكونو بانا أودفاردي أربيلا فرنانديز رابنر                |
| 14 نوفمبر | الرباط، المغرب ملعب ترابي $10،000 Singles and Doubles draws                                                                   | كريستينا آداميسكو ديانا نيغرينو 6–3، 1–6، [10–5]        | فاطمة النبهاني أولغا باريس آکوئیتا    | ناتاليا أورلوفا ديانا نيغرينو            | ماريانا درازيتش فديريكا أرسيدیاكونو بانا أودفاردي أربيلا فرنانديز رابنر                |
| 14 نوفمبر | ستيلينبوش، جنوب أفريقيا ملعب صلب $10،000 Singles and Doubles draws                                                            | يوليت ستور 0–6، 4–6                                     | شانيل سيموندز                         | لورين إمبري مادري لو رو                  | إيلزي هاتينغ كاتارينا هيرينغ مارغريتا لازاريفا فاليريا بهونو                           |
| 14 نوفمبر | ستيلينبوش، جنوب أفريقيا ملعب صلب $10،000 Singles and Doubles draws                                                            | مارغريتا لازاريفا إيريكا فوغلزانغ 6–7(2–7)، 1–6         | إدين دوليفيرا لورا ديغمان             | لورين إمبري مادري لو رو                  | إيلزي هاتينغ كاتارينا هيرينغ مارغريتا لازاريفا فاليريا بهونو                           |
| 14 نوفمبر | بينايكارلو، إسبانيا ملعب ترابي 10،000$ Singles and Doubles draws                                                              | جيسيكا بونشيت 0–6، 6–7(6–8)                             | أماندا كاريراس                        | نوريا باريزاس دياز إيفا بريموراك         | إليني كورديليمي إيريني بورييو إسكوريهويلا ميريام بيانكا بلغارو سنياديفي ريدي           |
| 14 نوفمبر | بينايكارلو، إسبانيا ملعب ترابي 10،000$ Singles and Doubles draws                                                              | أماندا كاريراس شارلوت رومير 7–5، 3–6، [7–10]            | ألكسندرا كوراشفيلي إيزابيل والاس      | نوريا باريزاس دياز إيفا بريموراك         | إليني كورديليمي إيريني بورييو إسكوريهويلا ميريام بيانكا بلغارو سنياديفي ريدي           |
| 14 نوفمبر | الحمامات، تونس ملعب ترابي 10،000$ Singles and Doubles draws                                                                   | كاتارينا هوبرغارسكي 4–6، 2–6                            | ياسمين منصوري                         | تمارا تشروفيتش كارولينا ألفيس            | فيديريكا براتي إيما ليني آنا سيسكوفا ديبورا كيرفس                                      |
| 14 نوفمبر | الحمامات، تونس ملعب ترابي 10،000$ Singles and Doubles draws                                                                   | تمارا تشروفيتش باربرا كوتيليسوفا 7–5، 3–6، [10–4]       | ديبورا كيرفس باتريسيا بولانسكا        | تمارا تشروفيتش كارولينا ألفيس            | فيديريكا براتي إيما ليني آنا سيسكوفا ديبورا كيرفس                                      |
| 14 نوفمبر | أنطاليا، تركيا ملعب ترابي $10،000 Singles and Doubles draws                                                                   | أولغا دانيلوفيتش 6–2، 6–3                               | فيفيان يوهاتسوفا                      | بيرفو جينكيز بيا كونينغ                  | كاترينا سليسار داريا لوديكوفا كيارا جريم ماريا كوريتسيفا                               |
| 14 نوفمبر | أنطاليا، تركيا ملعب ترابي $10،000 Singles and Doubles draws                                                                   | بيرفو جينكيز أولغا دانيلوفيتش 6–4، 6–4                  | تايسيا مورديرجر يانا مورديرجر         | بيرفو جينكيز بيا كونينغ                  | كاترينا سليسار داريا لوديكوفا كيارا جريم ماريا كوريتسيفا                               |
| 21 نوفمبر | بلنسية، إسبانيا ملعب ترابي $25،000 Singles and Doubles draws                                                                  | جاسمين باوليني 6–1، 2–6، 6–4                            | كويرين ليموين                         | إيزابيل والاس كريستينا بوكشا             | ماريا تيريزا تورو فلور ألكسندرا كوراشفيلي تمارا زيدانسيك إيرينا ماريا بارا             |
| 21 نوفمبر | بلنسية، إسبانيا ملعب ترابي $25،000 Singles and Doubles draws                                                                  | لينا جورشيسكا غالينا فوسكوبويفا 6–0، 6–0                | أليسيا هيريرو لينيا كسينيا شريفوفا    | إيزابيل والاس كريستينا بوكشا             | ماريا تيريزا تورو فلور ألكسندرا كوراشفيلي تمارا زيدانسيك إيرينا ماريا بارا             |
| 21 نوفمبر | ناشفيل، الولايات المتحدة ملعب صلب (داخلي) $25،000 Singles and Doubles draws                                                   | غابرييلا دابروفسكي 7–6(8–6)، 6–4                        | جنيفر إيلي                            | تيساه أندريانجافيتريمو ماري أوساكا       | فرانشيسكا دي لورينزو بريانا مورغان رونيت يورفسكي إيلي هالباوير                         |
| 21 نوفمبر | ناشفيل، الولايات المتحدة ملعب صلب (داخلي) $25،000 Singles and Doubles draws                                                   | كاثرين هاريسون مادلين كوبلت 6–3، 6–0                    | ميليسا كوبينسكي فيليسيتي مالتبي       | تيساه أندريانجافيتريمو ماري أوساكا       | فرانشيسكا دي لورينزو بريانا مورغان رونيت يورفسكي إيلي هالباوير                         |
| 21 نوفمبر | سانتياغو، تشيلي ملعب ترابي $10،000 Singles and Doubles draws                                                                  | باولا كريستينا غونسالفيس 4–6، 4–4، ret.                 | دانييلا سيغيل                         | فرناندا بريتو Victoria Rodríguez         | باولا أورمايتشيا كاميلا جيانجريكو كامبيز Stephanie Mariel Petit Julieta Lara Estable   |
| 21 نوفمبر | سانتياغو، تشيلي ملعب ترابي $10،000 Singles and Doubles draws                                                                  | Victoria Rodríguez آنا صوفيا سانشيز 7–5، 7–5            | فرناندا بريتو كاميلا جيانجريكو كامبيز | فرناندا بريتو Victoria Rodríguez         | باولا أورمايتشيا كاميلا جيانجريكو كامبيز Stephanie Mariel Petit Julieta Lara Estable   |
| 21 نوفمبر | شرم الشيخ، مصر ملعب صلب $10،000 Singles and Doubles draws                                                                     | Sarah-Rebecca Sekulic 6–1، 6–1                          | Brenda Njuki                          | بيمرا أوزجن Barbara Bonić                | علا أبو ذكري Elena-Teodora Cadar Britt Geukens إينيس مورتا                             |
| 21 نوفمبر | شرم الشيخ، مصر ملعب صلب $10،000 Singles and Doubles draws                                                                     | Barbara Bonić Angelina Shakhraychuk 2–6، 6–2، [10–4]    | Elena-Teodora Cadar Brenda Njuki      | بيمرا أوزجن Barbara Bonić                | علا أبو ذكري Elena-Teodora Cadar Britt Geukens إينيس مورتا                             |
| 21 نوفمبر | هيراكليون، اليونان ملعب صلب $10،000 Singles and Doubles draws                                                                 | Marta Paigina 7–5، 6–3                                  | كريستيانا فيراندو                     | Raluca Georgiana Șerban Marlies Szupper  | سارة بيث غري إيدن سيلفا Lisa Matviyenko مانو أركانجيولي                                |
| 21 نوفمبر | هيراكليون، اليونان ملعب صلب $10،000 Singles and Doubles draws                                                                 | Vlada Ekshibarova Raluca Georgiana Șerban 6–4، 7–6(7–4) | Michaela Boev كريستيانا فيراندو       | Raluca Georgiana Șerban Marlies Szupper  | سارة بيث غري إيدن سيلفا Lisa Matviyenko مانو أركانجيولي                                |
| 21 نوفمبر | سولارينو، إيطاليا Carpet $10،000 Singles and Doubles draws                                                                    | أليس ماتيوكسي 6–3، 7–6(7–1)                             | كلارتجي ليبينس                        | غيورغيا ماركيتي كورينا دينتوني           | ماريا ماسيني جوستينا ججيولكا كيلي فيرستيغ دليلة سبيتيري                                |
| 21 نوفمبر | سولارينو، إيطاليا Carpet $10،000 Singles and Doubles draws                                                                    | إيلينا بوغدان جوستينا ججيولكا 4–6، 6–3، [10–7]          | فيرونيكا نابوليتانو ميريانة تونا      | غيورغيا ماركيتي كورينا دينتوني           | ماريا ماسيني جوستينا ججيولكا كيلي فيرستيغ دليلة سبيتيري                                |
| 21 نوفمبر | هوا هين، تايلاند ملعب صلب $10،000 قرعة الفردي والزوجي                                                                         | ناتيلا دزالاميدزه 6–1، 6–3                              | نودنيدا لوانجنام                      | ناتاليجا كوستيتش فرنيا وونجتينتشاي       | تشيهيرو موراماتسو هارونا أراكاوا كامونوان بويايام آن يو جين                            |
| 21 نوفمبر | هوا هين، تايلاند ملعب صلب $10،000 قرعة الفردي والزوجي                                                                         | جويريه نور الدين جيسي رومبيس 6–4، 6–3                   | كامونوان بويايام تشانغ لينغ           | ناتاليجا كوستيتش فرنيا وونجتينتشاي       | تشيهيرو موراماتسو هارونا أراكاوا كامونوان بويايام آن يو جين                            |
| 21 نوفمبر | الحمامات، تونس ملعب ترابي $10،000 قرعة الفردي والزوجي                                                                         | كاثارينا هوغبارسكي 1–6، 5–7                             | غايا سانيسي                           | كاميلا سكالا نويليا زيبالوس              | كارولينا ألفيس إيناس إيبو ساندرا زانيوسكا فاليريا بروسبيري                             |
| 21 نوفمبر | الحمامات، تونس ملعب ترابي $10،000 قرعة الفردي والزوجي                                                                         | تمارا تشروفيتش ديبورا كيرفس 6–7(5–7)، 3–6               | كارولينا ألفيس نويليا زيبالوس         | كاميلا سكالا نويليا زيبالوس              | كارولينا ألفيس إيناس إيبو ساندرا زانيوسكا فاليريا بروسبيري                             |
| 21 نوفمبر | أنطاليا، تركيا ملعب ترابي $10،000 فردي وزوجي                                                                                  | أغنيس بوكطا 5–7، 2–6                                    | دانا كريمر                            | مارينا تشيرنيشوفا ديا إفتيموفا           | فيفيان يوهاتسوفا ميليس سيزر ديانا خودان أني فانجلوفا                                   |
| 21 نوفمبر | أنطاليا، تركيا ملعب ترابي $10،000 فردي وزوجي                                                                                  | ديا إفتيموفا ميليس سيزر 4–6، 3–6                        | أغنيس بوكطا فيفيان يوهاتسوفا          | مارينا تشيرنيشوفا ديا إفتيموفا           | فيفيان يوهاتسوفا ميليس سيزر ديانا خودان أني فانجلوفا                                   |
| 28 نوفمبر | سانتياغو، تشيلي ملعب ترابي $25،000 Singles and Doubles draws                                                                  | تمارا زيدانسيك 6–1، 6–4                                 | باولا كريستينا غونسالفيس              | بربارا غاتيكا أليكا غوراشي               | فيكتوريا بوثيو آنا صوفيا سانشيز نثالي كوراتا Victoria Rodríguez                        |
| 28 نوفمبر | سانتياغو، تشيلي ملعب ترابي $25،000 Singles and Doubles draws                                                                  | غوادالوبي بيريز روجاس تمارا زيدانسيك 6–3، 7–6(7–5)      | أوسوي مايتان أركونادا جورجيا بريشيا   | بربارا غاتيكا أليكا غوراشي               | فيكتوريا بوثيو آنا صوفيا سانشيز نثالي كوراتا Victoria Rodríguez                        |
| 28 نوفمبر | القاهرة، مصر ملعب ترابي $10،000 Singles and Doubles draws                                                                     | بويانا مارينكوفيتش 6–1، 6–0                             | يلينا ستويانوفيتش                     | آنا مورجينا لي بي-تشي                    | سوزي لاركين أكيهو كاكويا فيرونيكا ميروشنيتشينكو ماديسون بورغوينون                      |
| 28 نوفمبر | القاهرة، مصر ملعب ترابي $10،000 Singles and Doubles draws                                                                     | باربارا بونيتش يلينا ستويانوفيتش 6–1، 6–4               | سوزي لاركين فيرونيكا ميروشنيتشينكو    | آنا مورجينا لي بي-تشي                    | سوزي لاركين أكيهو كاكويا فيرونيكا ميروشنيتشينكو ماديسون بورغوينون                      |
| 28 نوفمبر | رمات غان، إسرائيل ملعب صلب $10،000 Singles and Doubles draws                                                                  | دينيز خازانيك 7–5، 6–3                                  | ميريام كولودجييوفا                    | بولين باييت فاليريا ستراخوفا             | ديانا نيجريان مارتا بايجينا فلادا إيكشيبروفا إيوانا ديانا بيوترو                       |
| 28 نوفمبر | رمات غان، إسرائيل ملعب صلب $10،000 Singles and Doubles draws                                                                  | فلادا إيكشيبروفا إيكاترينا ياشينا 6–2، 7–6(7–4)         | ديانا نيجريان كيرين شلومو             | بولين باييت فاليريا ستراخوفا             | ديانا نيجريان مارتا بايجينا فلادا إيكشيبروفا إيوانا ديانا بيوترو                       |
| 28 نوفمبر | كوردينونز، إيطاليا سجاد (داخلي) 10،000 دولار قرعة الفردي والزوجي                                                              | لورا-إيوانا أندريه 6–4، 6–2                             | لورا شيدر                             | بيمرا أوزجن نايمة كراموكو                | ستيفانيا روبيني آنا ريموندينا آنا فرلجيتش كارولين ويرنر                                |
| 28 نوفمبر | كوردينونز، إيطاليا سجاد (داخلي) 10،000 دولار قرعة الفردي والزوجي                                                              | لورا-إيوانا أندريه أنستاسيا زاريتسكا 6–0، 7–6(7–3)      | نينا شتادلر كارولين ويرنر             | بيمرا أوزجن نايمة كراموكو                | ستيفانيا روبيني آنا ريموندينا آنا فرلجيتش كارولين ويرنر                                |
| 28 نوفمبر | كاستيون، إسبانيا ملعب ترابي 10،000 دولار قرعة الفردي والزوجي                                                                  | إيزابيل والاس 6–2، 6–1                                  | أندريا غاميز                          | ألكسندرا بيربر أولغا سايز لاررا          | جورجينا غارسيا بيريز لورا بيجوسي بولا أرياس مانخون ميريام بيانكا بولغارو               |
| 28 نوفمبر | كاستيون، إسبانيا ملعب ترابي 10،000 دولار قرعة الفردي والزوجي                                                                  | لورا بيجوسي جيسيكا بونشيه 6–1، 6–3                      | أرابيلا فيرنانديز رابنر إيزابيل والاس | ألكسندرا بيربر أولغا سايز لاررا          | جورجينا غارسيا بيريز لورا بيجوسي بولا أرياس مانخون ميريام بيانكا بولغارو               |
| 28 نوفمبر | هواهين، تايلاند ملعب صلب 10،000 دولار قرعة الفردي والزوجي                                                                     | أندريا كا 4–6، 6–0، 7–6(7–0)                            | هسو تشيه يو                           | ماي هونتاما بنيياوي ثمشايوا              | ناتاليا كوستيتش تشومبوثيب جاندكيت لي سو را نودنيدا لوانجنام                            |
| 28 نوفمبر | هواهين، تايلاند ملعب صلب 10،000 دولار قرعة الفردي والزوجي                                                                     | نودنيدا لوانجنام فرنيا وونجتينتشاي 7–5، 6–3             | ماي هونتاما يوكينا سايغو              | ماي هونتاما بنيياوي ثمشايوا              | ناتاليا كوستيتش تشومبوثيب جاندكيت لي سو را نودنيدا لوانجنام                            |
| 28 نوفمبر | الحمامات، تونس ملعب ترابي $10،000 Singles and Doubles draws                                                                   | كارولينا ألفيس 6–3، 6–0                                 | غايا سانيسي                           | فيديريكا أركيدجاكونو كاميلا سكالا        | يوليا كوليكوفا باتريسيا بولانسكا مارغو بوفي سارا أوتمان                                |
| 28 نوفمبر | الحمامات، تونس ملعب ترابي $10،000 Singles and Doubles draws                                                                   | كارولينا ألفيس تمارا تشروفيتش 6–1، 3–6، [10–8]          | أوانا جافرلا ساندرا جمرخوفا           | فيديريكا أركيدجاكونو كاميلا سكالا        | يوليا كوليكوفا باتريسيا بولانسكا مارغو بوفي سارا أوتمان                                |
| 28 نوفمبر | أنطاليا، تركيا ملعب ترابي $10،000 Singles and Doubles draws                                                                   | أجنيس بوكطا 6–4، 2–6، 6–4                               | فاندا لوكاش                           | أيلا أكسو ديا إفتيموفا                   | ميليس سيزر أنستاسيا شوشينا ألريكك إيكري فاليريا بهونو                                  |
| 28 نوفمبر | أنطاليا، تركيا ملعب ترابي $10،000 Singles and Doubles draws                                                                   | أجنيس بوكطا أنستاسيا شوشينا 6–2، 4–6، [10–7]            | آني فانجيلوفا كايتلين ويليامز         | أيلا أكسو ديا إفتيموفا                   | ميليس سيزر أنستاسيا شوشينا ألريكك إيكري فاليريا بهونو                                  |

### ديسمبر
| الأسبوع   | البطولة | الفائزات                                        | الوصيفات                               | المتأهلات لنصف النهائي               | المتأهلات لربع النهائي                                                      |
| --------- | --- | ----------------------------------------------- | -------------------------------------- | ------------------------------------ | --------------------------------------------------------------------------- |
| 5 ديسمبر  | لاباز، بوليفيا ملعب ترابي 10،000 دولار Singles and Doubles draws                                                | فيكتوريا رودريغيز 6–1، 7–6(7–5)                 | فيكتوريا بوثيو                         | باربارا جاتيكا إيفانيا مارتينيتش     | تايسا جرانا بيدريتي ناثالي كوراتا كاميلا جيانجريكو كامبيز ستيفاني نمتسوفا   |
| 5 ديسمبر  | لاباز، بوليفيا ملعب ترابي 10،000 دولار Singles and Doubles draws                                                | فيكتوريا بوثيو فيكتوريا رودريغيز 7–6(7–2)، 6–4  | ستيفاني نمتسوفا تايسا جرانا بيدريتي    | باربارا جاتيكا إيفانيا مارتينيتش     | تايسا جرانا بيدريتي ناثالي كوراتا كاميلا جيانجريكو كامبيز ستيفاني نمتسوفا   |
| 5 ديسمبر  | جيبوتي (مدينة)، جيبوتي ملعب صلب 10،000 دولار Singles and Doubles draws                                          | مارغريتا لازاريفا 7–6(12–10)، 6–3               | ريا باتيا                              | فيليس فانينبرغ كاساندرا دافيسني      | كيليا لو بيهان إيمانويل سالاس ألكسندرا رايلي أولكساندرا بيسكون              |
| 5 ديسمبر  | جيبوتي (مدينة)، جيبوتي ملعب صلب 10،000 دولار Singles and Doubles draws                                          | ريا باتيا كاساندرا دافيسني 6–4، 6–4             | مارغريتا لازاريفا كيليا لو بيهان       | فيليس فانينبرغ كاساندرا دافيسني      | كيليا لو بيهان إيمانويل سالاس ألكسندرا رايلي أولكساندرا بيسكون              |
| 5 ديسمبر  | القاهرة، مصر ملعب ترابي 10،000 دولار Singles and Doubles draws                                                  | فيرونيكا ميروشنيتشينكو 6–2، 6–2                 | إينيس مورتا                            | لي بي تشي بويانا مارينكوفيتش         | ماديسون بورجيجنون باربارا بونيتش لميس الحسين عبد العزيز سوزي لاركن          |
| 5 ديسمبر  | القاهرة، مصر ملعب ترابي 10،000 دولار Singles and Doubles draws                                                  | لي بي تشي إينيس مورتا 6–1، 6–0                  | ليزا-ماري ماتشك كيرستين بيكل           | لي بي تشي بويانا مارينكوفيتش         | ماديسون بورجيجنون باربارا بونيتش لميس الحسين عبد العزيز سوزي لاركن          |
| 5 ديسمبر  | سولابور، الهند ملعب صلب $10،000 نتائج الفردي والزوجي                                                            | ديانا مارسنكفيتشا 6–3، 7–6(7–4)                 | أناستاسيا جاسانوفا                     | هسو تشيه يو زيل ديساي                | علا أبو ذكري سنيها ديفي ريدي شانيل فان نوجين كارمن كور ثاندي                |
| 5 ديسمبر  | سولابور، الهند ملعب صلب $10،000 نتائج الفردي والزوجي                                                            | أناستاسيا جاسانوفا سفياتلانا بيرازينكا 6–4، 7–5 | علا أبو ذكري أناستاسيا بريبيلوفا       | هسو تشيه يو زيل ديساي                | علا أبو ذكري سنيها ديفي ريدي شانيل فان نوجين كارمن كور ثاندي                |
| 5 ديسمبر  | رامات جان، إسرائيل ملعب صلب $10،000 نتائج الفردي والزوجي                                                        | مارتا بايجينا 6–2، 6–1                          | دينيز خازانيوك                         | ميريام كولودزيجوفا فلادا إكشيباروفا  | بولين باييت أوفري لانكري يكاترينا ياشينا دايانا نيجرانو                     |
| 5 ديسمبر  | رامات جان، إسرائيل ملعب صلب $10،000 نتائج الفردي والزوجي                                                        | فلادا إكشيباروفا يكاترينا ياشينا 6–4، 6–3       | صوفيا دميتريفا آنا بريبيلوفا           | ميريام كولودزيجوفا فلادا إكشيباروفا  | بولين باييت أوفري لانكري يكاترينا ياشينا دايانا نيجرانو                     |
| 5 ديسمبر  | Internazionali Tennis Val Gardena Südtirol أورتيزي، إيطاليا ملعب صلب (indoor) $10،000 Singles and Doubles draws | لورا-إيونا أندري 6–2، 6–7(5–7)، 6–4             | ديبورا كيزا                            | كارولين فيرنر آنا ريموندينا          | سيمونا والترت كسينيا بالكينا أولوكان سوزان بانديتشي سارة-ريبيكا سيكوليتش    |
| 5 ديسمبر  | Internazionali Tennis Val Gardena Südtirol أورتيزي، إيطاليا ملعب صلب (indoor) $10،000 Singles and Doubles draws | لورا-إيونا أندري سارة-ريبيكا سيكوليتش 6–2، 6–3  | كسينيا بالكينا أولوكان آنا ريموندينا   | كارولين فيرنر آنا ريموندينا          | سيمونا والترت كسينيا بالكينا أولوكان سوزان بانديتشي سارة-ريبيكا سيكوليتش    |
| 5 ديسمبر  | نوليس، إسبانيا ملعب ترابي $10،000 Singles and Doubles draws                                                     | أولغا سايز لاررا 6–2، 4–6، 6–2                  | ألكسندرا كوراشفيلي                     | أندريا غاميز شارلوت رامر             | ماريا جوتيريز كاراسكو كاو سيكي إيرين بورييو إسكوريهويلا أينهوا أتوخا غوميز  |
| 5 ديسمبر  | نوليس، إسبانيا ملعب ترابي $10،000 Singles and Doubles draws                                                     | شارلوت رامر أولغا سايز لاررا 6–4، 6–2           | ألكسندرا كوراشفيلي لورا بيجوسي         | أندريا غاميز شارلوت رامر             | ماريا جوتيريز كاراسكو كاو سيكي إيرين بورييو إسكوريهويلا أينهوا أتوخا غوميز  |
| 5 ديسمبر  | الحمامات، تونس ملعب ترابي $10،000 Singles and Doubles draws                                                     | فالنتيني جراماتيكوبولو 6–1، 6–3                 | يلينا سيميتش                           | كارولينا ألفيس ساندرا جامريشوفا      | داليلا سبيريتي نينا بوتوشنيك فيديريكا أرسيدجاكونو جيد سوفراين               |
| 5 ديسمبر  | الحمامات، تونس ملعب ترابي $10،000 Singles and Doubles draws                                                     | كارولينا ألفيس تمارا تشروفيتش 6–3، 6–2          | أوانا جافريلا ساندرا جامريشوفا         | كارولينا ألفيس ساندرا جامريشوفا      | داليلا سبيريتي نينا بوتوشنيك فيديريكا أرسيدجاكونو جيد سوفراين               |
| 5 ديسمبر  | أنطاليا، تركيا ملعب ترابي $10،000 قرعة الفردي والزوجي                                                           | تاييسيا مورديرجر 7–5، 6–1                       | ديا إفتيموفا                           | ألريكك إيكري أناستاسيا شوشينا        | يانا مورديرجر فاليريا بهونو إيما بورجيتش بوتكو ميليس سيزر                   |
| 5 ديسمبر  | أنطاليا، تركيا ملعب ترابي $10،000 قرعة الفردي والزوجي                                                           | إيما بورجيتش بوتكو ألريكك إيكري 6–4، 6–1        | مارينا تشيرنيشوفا آنا أوكولوفا         | ألريكك إيكري أناستاسيا شوشينا        | يانا مورديرجر فاليريا بهونو إيما بورجيتش بوتكو ميليس سيزر                   |
| 12 ديسمبر | بطولة الحبتور للتنس دبي، الإمارات العربية المتحدة ملعب صلب $100،000+H فردي – زوجي                               | هيش سو وي 6–2، 6–2                              | ناتاليا فيكليانتسيفا                   | منى بارثل ليسلي كيرخوف               | ألكسندرا كرونتش إيفانا جوروفيتش سابينا شاريبوفا غالينا فوسكوبويفا           |
| 12 ديسمبر | بطولة الحبتور للتنس دبي، الإمارات العربية المتحدة ملعب صلب $100،000+H فردي – زوجي                               | ماندي مينلا نينا ستويانوفيتش 6–3، 3–6، [10–4]   | هيش سو وي فاليريا سافينيخ              | منى بارثل ليسلي كيرخوف               | ألكسندرا كرونتش إيفانا جوروفيتش سابينا شاريبوفا غالينا فوسكوبويفا           |
| 12 ديسمبر | بطولة نيك-الاتحاد الدولي للتنس للسيدات بوني، الهند ملعب صلب $25،000 قرعات الفردي والزوجي                        | تمارا زيدانسيك 6–4، 6–2                         | بولينا مونوفا                          | نوبون ليرتشيواكارن كاتي دان          | كوني بيرين كارمان كور ثاندي أكيكو أومائي أناستاسيا بريبيلوفا                |
| 12 ديسمبر | بطولة نيك-الاتحاد الدولي للتنس للسيدات بوني، الهند ملعب صلب $25،000 قرعات الفردي والزوجي                        | بياتريس جوموليا آنا فيسيلينوفيتش 6–4، 6–3       | كامونوان بوايام كاتي دان               | نوبون ليرتشيواكارن كاتي دان          | كوني بيرين كارمان كور ثاندي أكيكو أومائي أناستاسيا بريبيلوفا                |
| 12 ديسمبر | سانتا كروز، بوليفيا ملعب ترابي $10،000 قرعات الفردي والزوجي                                                     | فيكتوريا رودريغيز 6–4، 6–3                      | فرناندا بريتو                          | غابرييلا سي ناتالي كوراتا            | كاميلا جيانجريكو كامبيز نو إيليا زيبالوس تايزا جرانا بيدريتي لارا إسكاوريزا |
| 12 ديسمبر | سانتا كروز، بوليفيا ملعب ترابي $10،000 قرعات الفردي والزوجي                                                     | فرناندا بريتو كاميلا جيانجريكو كامبيز 6–2، 7–5  | فيكتوريا بوثيو فيكتوريا رودريغيز       | غابرييلا سي ناتالي كوراتا            | كاميلا جيانجريكو كامبيز نو إيليا زيبالوس تايزا جرانا بيدريتي لارا إسكاوريزا |
| 12 ديسمبر | مدينة جيبوتي، جيبوتي ملعب صلب $10،000 Singles and Doubles draws                                                 | مارغريتا لازاريفا 6–2، 6–2                      | ريا باتيا                              | شفيكا بورمان فيليس فاننبيرغ          | كيليا لو بيان إيمانويل سالاس راشري ويجيسونديرا كاساندرا دافين               |
| 12 ديسمبر | مدينة جيبوتي، جيبوتي ملعب صلب $10،000 Singles and Doubles draws                                                 | كاساندرا دافين كيليا لو بيان 6–3، 4–6، [10–8]   | ريا باتيا مارغريتا لازاريفا            | شفيكا بورمان فيليس فاننبيرغ          | كيليا لو بيان إيمانويل سالاس راشري ويجيسونديرا كاساندرا دافين               |
| 12 ديسمبر | القاهرة، مصر ملعب ترابي $10،000 Singles and Doubles draws                                                       | فيرونيكا ميروشنيشينكو 1–6، 6–4، 7–6(7–5)        | فيكتوريا مونتين                        | بويانا مارينكوفيتش ليزا-ماري ماتشكه  | نرمين شوقي سوزي لاركن فرح عبد الوهاب فاني أوستلوند                          |
| 12 ديسمبر | القاهرة، مصر ملعب ترابي $10،000 Singles and Doubles draws                                                       | ليزا-ماري ماتشكه آنا بوبسكو 3–6، 6–0، [10–7]    | اناستاسيا جيفل يوليا ستارودوبتسيفا     | بويانا مارينكوفيتش ليزا-ماري ماتشكه  | نرمين شوقي سوزي لاركن فرح عبد الوهاب فاني أوستلوند                          |
| 12 ديسمبر | الدار البيضاء، المغرب ملعب ترابي $10،000 Singles and Doubles draws                                              | كريستينا إين 6–3، 6–2                           | أوانا جيورجيتا سيميوني                 | جوزفين بواليم إيوانا لوريدانا روسكا  | أليس باكيي دايانا نيغرينو إليني كوردوليمي ديبورا كيرفس                      |
| 12 ديسمبر | الدار البيضاء، المغرب ملعب ترابي $10،000 Singles and Doubles draws                                              | دايانا نيغرينو يانا سيزيكوفا 6–4، 6–2           | ديبورا كيرفس إيوانا لوريدانا روسكا     | جوزفين بواليم إيوانا لوريدانا روسكا  | أليس باكيي دايانا نيغرينو إليني كوردوليمي ديبورا كيرفس                      |
| 12 ديسمبر | الحمامات، تونس ملعب ترابي $10،000 Singles and Doubles draws                                                     | كارولينا ألفيس 6–0، 4–6، 7–5                    | يلينا سيميتش                           | تمارا تشروفيتش بيانكا توراتي         | إيدا جارلسكوج أندريا أمالييا روسكا جوليت ستوير أودري ألبي                   |
| 12 ديسمبر | الحمامات، تونس ملعب ترابي $10،000 Singles and Doubles draws                                                     | تمارا تشروفيتش يلينا سيميتش واك أوفر            | أودري ألبي جايد سوفراين                | تمارا تشروفيتش بيانكا توراتي         | إيدا جارلسكوج أندريا أمالييا روسكا جوليت ستوير أودري ألبي                   |
| 12 ديسمبر | أنطاليا، تركيا ملعب ترابي $10،000 Singles and Doubles draws                                                     | كاتيرينا سليوسار 6–2، 6–4                       | أوليكسندرا أندرييفا                    | إيما بورغيتش بوكو تايسيا مورديرجر    | ماريا مارفوتينا يانا مورديرجر جوليا ستاماتوفا ألريكك إيكري                  |
| 12 ديسمبر | أنطاليا، تركيا ملعب ترابي $10،000 Singles and Doubles draws                                                     | إيما بورغيتش بوكو ألريكك إيكري 6–1، 6–1         | سونيا جزيواز كايتلين ويليامز           | إيما بورغيتش بوكو تايسيا مورديرجر    | ماريا مارفوتينا يانا مورديرجر جوليا ستاماتوفا ألريكك إيكري                  |
| 19 ديسمبر | بطولة أنقرة أنقرة، تركيا ملعب صلب (داخلي) 50٬000 دولار فردي – زوجي                                              | إيفانا جوروفيتش 6–4، 7–5                        | فيتاليا دياتشينكو                      | أرينا سابالينكا ألكساندرا كادانتسو   | ميهايلا بوزارنيسكو ماريا مارفوتينا بولا كانيا إليتسا كوستوفا                |
| 19 ديسمبر | بطولة أنقرة أنقرة، تركيا ملعب صلب (داخلي) 50٬000 دولار فردي – زوجي                                              | آنا بلينكوفا ليدزيا ماروزافا 4–6، 3–6، [9–11]   | سابينا شاريبوفا إيكاترينا ياكشينا      | أرينا سابالينكا ألكساندرا كادانتسو   | ميهايلا بوزارنيسكو ماريا مارفوتينا بولا كانيا إليتسا كوستوفا                |
| 19 ديسمبر | نافي مومباي، الهند ملعب صلب 25٬000 دولار قرعة الفردي والزوجي                                                    | لو جياجينغ 6–3، 1–6                             | تمارا زيدانسيك                         | كيم نا-ري فاليريا ستراكهفا           | نوبون ليرتشيواكارن أكيكو أوماي كاتي دان تيساه أندريانجافيتريمو              |
| 19 ديسمبر | نافي مومباي، الهند ملعب صلب 25٬000 دولار قرعة الفردي والزوجي                                                    | تشوي جي-هي كيم نا-ري 5–7، 1–6                   | سفاتلانا بيرازينكا أنستاسيا بريبيليوفا | كيم نا-ري فاليريا ستراكهفا           | نوبون ليرتشيواكارن أكيكو أوماي كاتي دان تيساه أندريانجافيتريمو              |
| 19 ديسمبر | الدار البيضاء، المغرب ملعب ترابي 10٬000 دولار قرعة الفردي والزوجي                                               | بانا أودفاردي 6–4، 7–6(7–3)                     | إليني كوردولامي                        | مارجو ييروليموس أوانا جورجيتا سيميون | بيتيا أرشينكوفا إيوانا لوريدانا روسكا ديبورا كيرفس يانا سيزيكوفا            |
| 19 ديسمبر | الدار البيضاء، المغرب ملعب ترابي 10٬000 دولار قرعة الفردي والزوجي                                               | كاثارينا هيرينغ أولغا باريس أزكويتا 6–1، 6–2    | ديبورا كيرفس يانا سيزيكوفا             | مارجو ييروليموس أوانا جورجيتا سيميون | بيتيا أرشينكوفا إيوانا لوريدانا روسكا ديبورا كيرفس يانا سيزيكوفا            |
| 26 ديسمبر | هونغ كونغ ملعب صلب $10،000 Singles and Doubles draws                                                            | أولغا دوروشينا 2–6، 6–4، 6–2                    | نودنيدا لوانجنام                       | تشانغ لينغ كارمان كور ثاندي          | تشيهيرو موراماتسو هارموني تان يوكي كريستينا تشيانغ أياكا أوكونو             |
| 26 ديسمبر | هونغ كونغ ملعب صلب $10،000 Singles and Doubles draws                                                            | ماي مينوكوشي بارك سانغ-هي 4–6، 6–4، [10–7]      | شون فانجينغ تشانغ يينغ                 | تشانغ لينغ كارمان كور ثاندي          | تشيهيرو موراماتسو هارموني تان يوكي كريستينا تشيانغ أياكا أوكونو             |
| 26 ديسمبر | الرباط، المغرب ملعب ترابي $10،000 Singles and Doubles draws                                                     | جوزفين بواليم 2–6، 7–6(7–1)، 6–4                | بانا أودفاردي                          | ميشيل ألكساندرا زماو فيكتوريا مونتان | فاسيليسا أبوناسينكو كلوديا هوست فيرير كاثارينا هيرينغ هند عبد الواحد        |
| 26 ديسمبر | الرباط، المغرب ملعب ترابي $10،000 Singles and Doubles draws                                                     | كسينيا لاسكوتوفا فيكتوريا مونتان 6–1، 6–1       | جيسيكا بيرتولدو سارا مارشيوني          | ميشيل ألكساندرا زماو فيكتوريا مونتان | فاسيليسا أبوناسينكو كلوديا هوست فيرير كاثارينا هيرينغ هند عبد الواحد        |

## الروابط الخارجية
- "10،600 لاعبة، 1135 حدثًا: جولة الاتحاد الدولي لكرة المضرب العالمية للسيدات لعام 2023 بالأرقام". الاتحاد الدولي لكرة المضرب. اطلع عليه بتاريخ 2024-01-02.
- "أجندة جولة الاتحاد الدولي لكرة المضرب العالمية للسيدات". الاتحاد الدولي لكرة المضرب. اطلع عليه بتاريخ 2024-01-02.
- الاتحاد الدولي لكرة المضرب